# Kintzheim
Ne pas confondre avec Kientzheim, commune du Haut-Rhin
Kintzheim [kintsaim] (Kìnze en alsacien) est une commune française située dans la circonscription administrative du Bas-Rhin et, depuis le 1er janvier 2021, dans le territoire de la Collectivité européenne d'Alsace, en région Grand Est.
Cette commune se trouve dans la région historique et culturelle d'Alsace.

## Géographie

### Localisation
Kintzheim se trouve sur la route des vins d'Alsace, pas très loin du château du Haut-Koenigsbourg. Le village est surplombé au nord par les coteaux du Hahnenberg et au sud par les collines du grand cru praelatenberg. Cinq communes jouxtent le ban de Kintzheim : Sélestat à l'est, Orschwiller au sud, Lièpvre (Haut-Rhin) à l'ouest, La Vancelle et Châtenois au nord. Kintzheim est traversée par la route départementale 35 appelée plus communément la route des vins, le CD 159 reliant Sélestat au Haut-Koenigsbourg et par la route nationale 459 à La Vancelle-Gare qui est une annexe de Kintzheim.
Le village est à la croisée des routes des vins d'Alsace et de la route du Haut-Koenigsbourg. Le château de Kintzheim (XIIIe siècle) surplombe le village qui est aux avant-postes des contreforts boisés et giboyeux des Vosges. Le Hahnenberg (Mont des coqs de bruyère) et le Praelatenberg (mont des prélats) sont classés grand cru. Y mûrissent les sept cépages traditionnels des vins d'Alsace qu'on peut déguster dans les caves des propriétaires et dans les caves coopératives d'Orschwiller-Kintzheim. Trois parcs animaliers contribuent au dynamisme touristique : volerie des aigles, parc des cigognes et loisirs. La restauration attire par la diversité, la qualité, l'ambiance culturelle et sportive, économique, un public nombreux et varié.

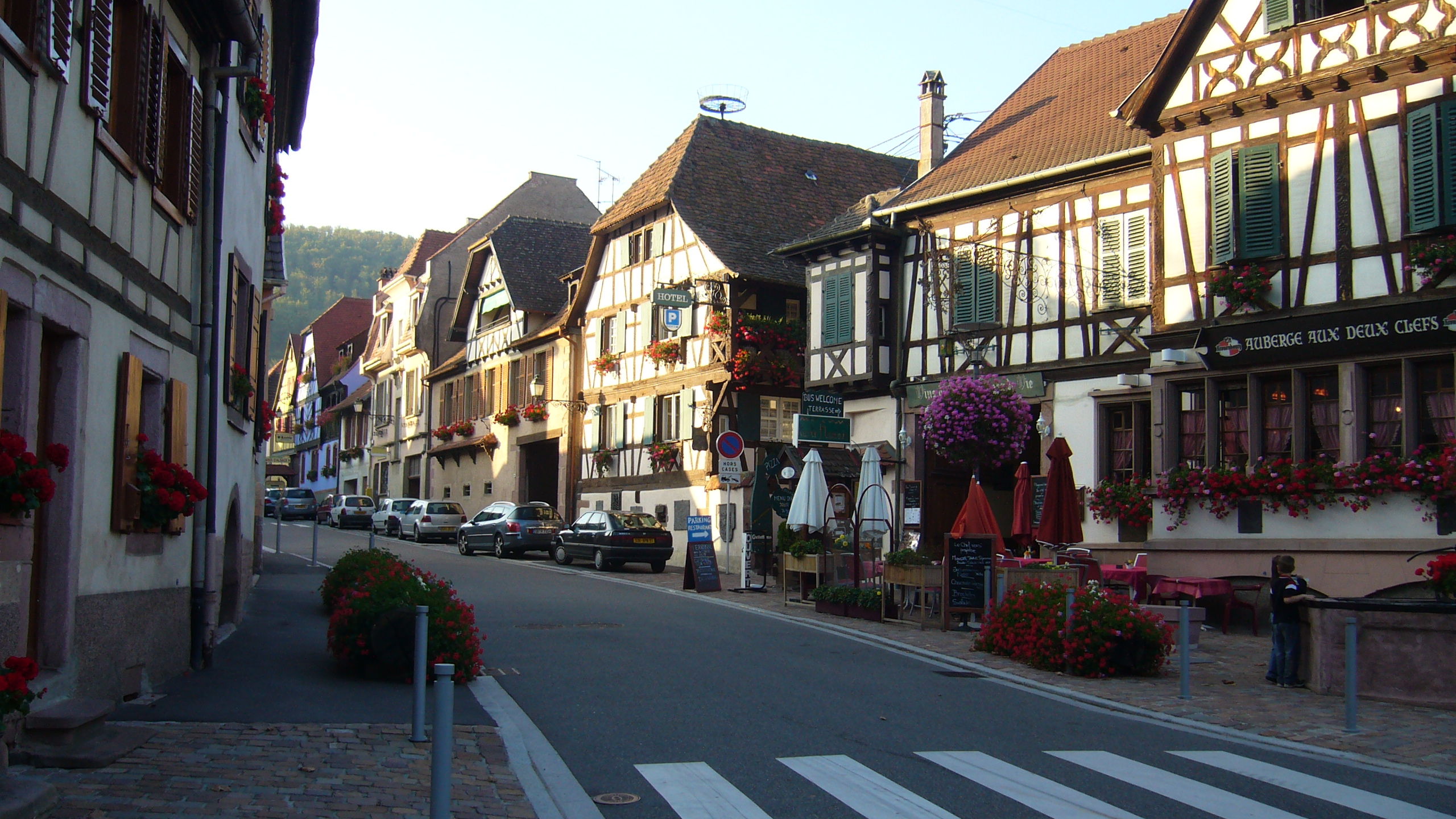
La rue du Général-de-Gaulle à Kintzheim.

### Communes limitrophes
| La Vancelle      | Châtenois   |          |
| Liepvre Bas-Rhin | Kintzheim   | Sélestat |
|                  | Orschwiller |          |

### Écarts et lieux-dits
- La Vancelle-Gare.

### Géologie et relief
Le territoire communal a connu une exploitation de houille au XIXe siècle.
Hydrogéologie et climatologie : Système d’information pour la gestion de l’Aquifère rhénan, par le BRGM :
Territoire communal : Occupation du sol (Corinne Land Cover); Cours d'eau (BD Carthage),
Géologie : Carte géologique; Coupes géologiques et techniques,
 Hydrogéologie : Masses d'eau souterraine; BD Lisa; Cartes piézométriques.

### Sismicité
Commune située dans une zone 3 de sismicité modérée.

### Hydrographie

#### Réseau hydrographique
La commune est dans le bassin versant du Rhin au sein du bassin Rhin-Meuse. Elle est drainée par le ruisseau le Muhlbach de Chatenois, le ruisseau le Mittelgraben, le ruisseau le Ribbach, le ruisseau le Saarbach, le ruisseau l'Engelsbach et divers autres petits cours d'eau,.

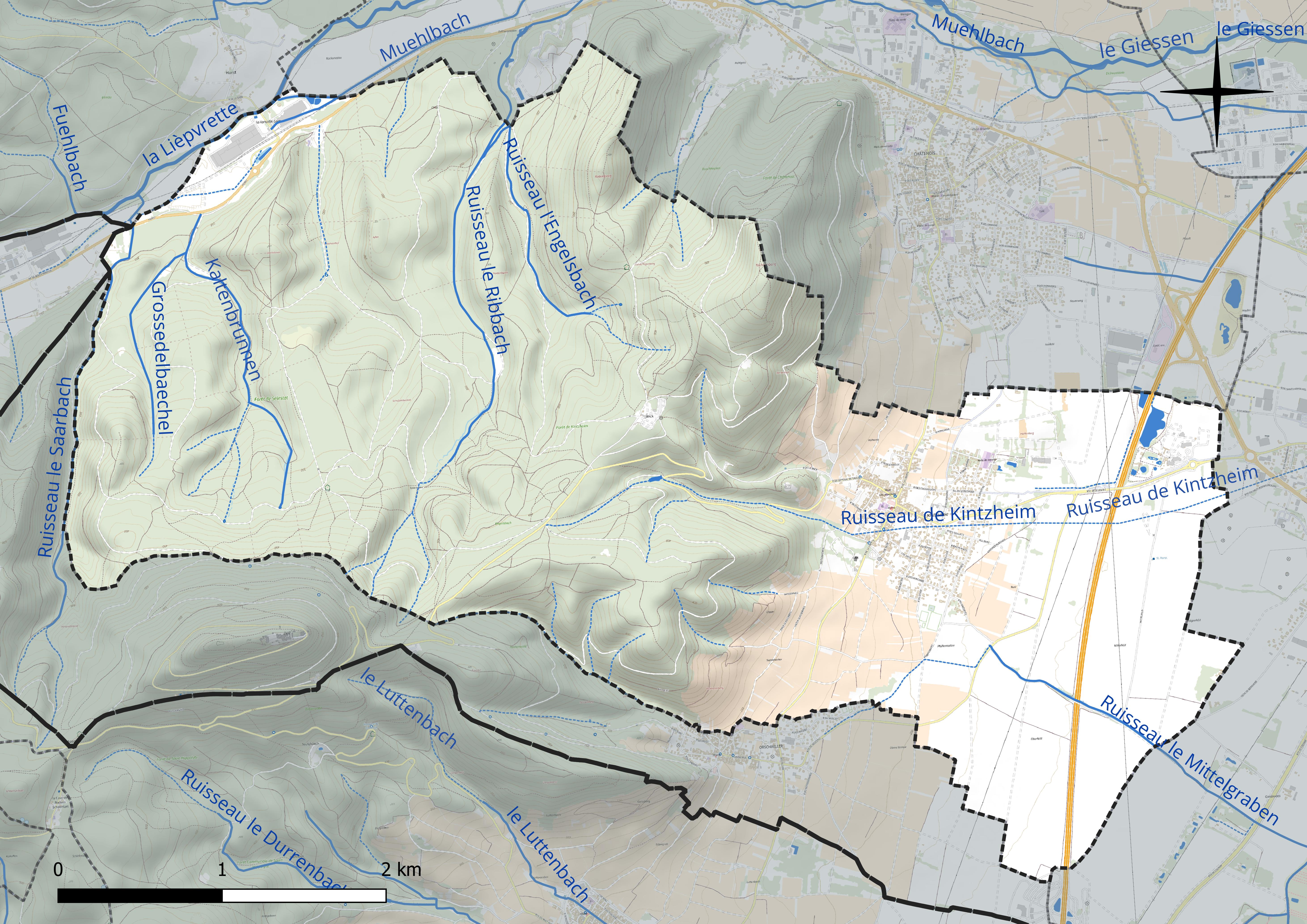
Réseau hydrographique de Kintzheim.

#### Gestion et qualité des eaux
Le territoire communal est couvert par le schéma d'aménagement et de gestion des eaux (SAGE) « Giessen Lièpvrette ». Ce document de planification concerne les bassins versants du Giessen et de la Lièpvrette.  Son périmètre s’étend sur 317 km2. Il a été approuvé le 13 avril 2016. La structure porteuse de l'élaboration et de la mise en œuvre est le Syndicat des eaux et de l'assainissement Alsace Moselle. 
La qualité des cours d’eau peut être consultée sur un site dédié géré par les agences de l’eau et l’Agence française pour la biodiversité.

### Climat
Pour des articles plus généraux, voir Climat du Grand Est et Climat du Bas-Rhin.
En 2010, le climat de la commune est de type climat océanique dégradé des plaines du Centre et du Nord, selon une étude du Centre national de la recherche scientifique s'appuyant sur une série de données couvrant la période 1971-2000. En 2020, Météo-France publie une typologie des climats de la France métropolitaine dans laquelle la commune est exposée à un climat semi-continental et est dans une zone de transition entre les régions climatiques « Vosges » et « Alsace ». 
Pour la période 1971-2000, la température annuelle moyenne est de 10,7 °C, avec une amplitude thermique annuelle de 17,6 °C. Le cumul annuel moyen de précipitations est de 664 mm, avec 8,7 jours de précipitations en janvier et 9,7 jours en juillet. Pour la période 1991-2020, la température moyenne annuelle observée sur la station météorologique de Météo-France la plus proche, « Selestat Sa », sur la commune de Sélestat à 4 km à vol d'oiseau, est de 11,4 °C et le cumul annuel moyen de précipitations est de 621,1 mm. 
La température maximale relevée sur cette station est de 39,3 °C, atteinte le 13 août 2003 ; la température minimale est de −17 °C, atteinte le 20 décembre 2009,,. 
Les paramètres climatiques de la commune ont été estimés pour le milieu du siècle (2041-2070) selon différents scénarios d'émission de gaz à effet de serre à partir des nouvelles projections climatiques de référence DRIAS-2020. Ils sont consultables sur un site dédié publié par Météo-France en novembre 2022.

## Urbanisme

### Typologie
Au 1er janvier 2024, Kintzheim est catégorisée ceinture urbaine, selon la nouvelle grille communale de densité à sept niveaux définie par l'Insee en 2022.
Elle est située hors unité urbaine. Par ailleurs la commune fait partie de l'aire d'attraction de Sélestat, dont elle est une commune de la couronne,. Cette aire, qui regroupe 37 communes, est catégorisée dans les aires de 50 000 à moins de 200 000 habitants,.

### Occupation des sols
L'occupation des sols de la commune, telle qu'elle ressort de la base de données européenne d’occupation biophysique des sols Corine Land Cover (CLC), est marquée par l'importance des forêts et milieux semi-naturels (65,2 % en 2018), une proportion sensiblement équivalente à celle de 1990 (65,5 %). La répartition détaillée en 2018 est la suivante :
forêts (65,2 %), terres arables (15,1 %), cultures permanentes (10,2 %), zones urbanisées (4,9 %), zones agricoles hétérogènes (2,9 %), espaces verts artificialisés, non agricoles (1,3 %), prairies (0,4 %), zones industrielles ou commerciales et réseaux de communication (0,1 %). L'évolution de l’occupation des sols de la commune et de ses infrastructures peut être observée sur les différentes représentations cartographiques du territoire : la carte de Cassini (XVIIIe siècle), la carte d'état-major (1820-1866) et les cartes ou photos aériennes de l'IGN pour la période actuelle (1950 à aujourd'hui).

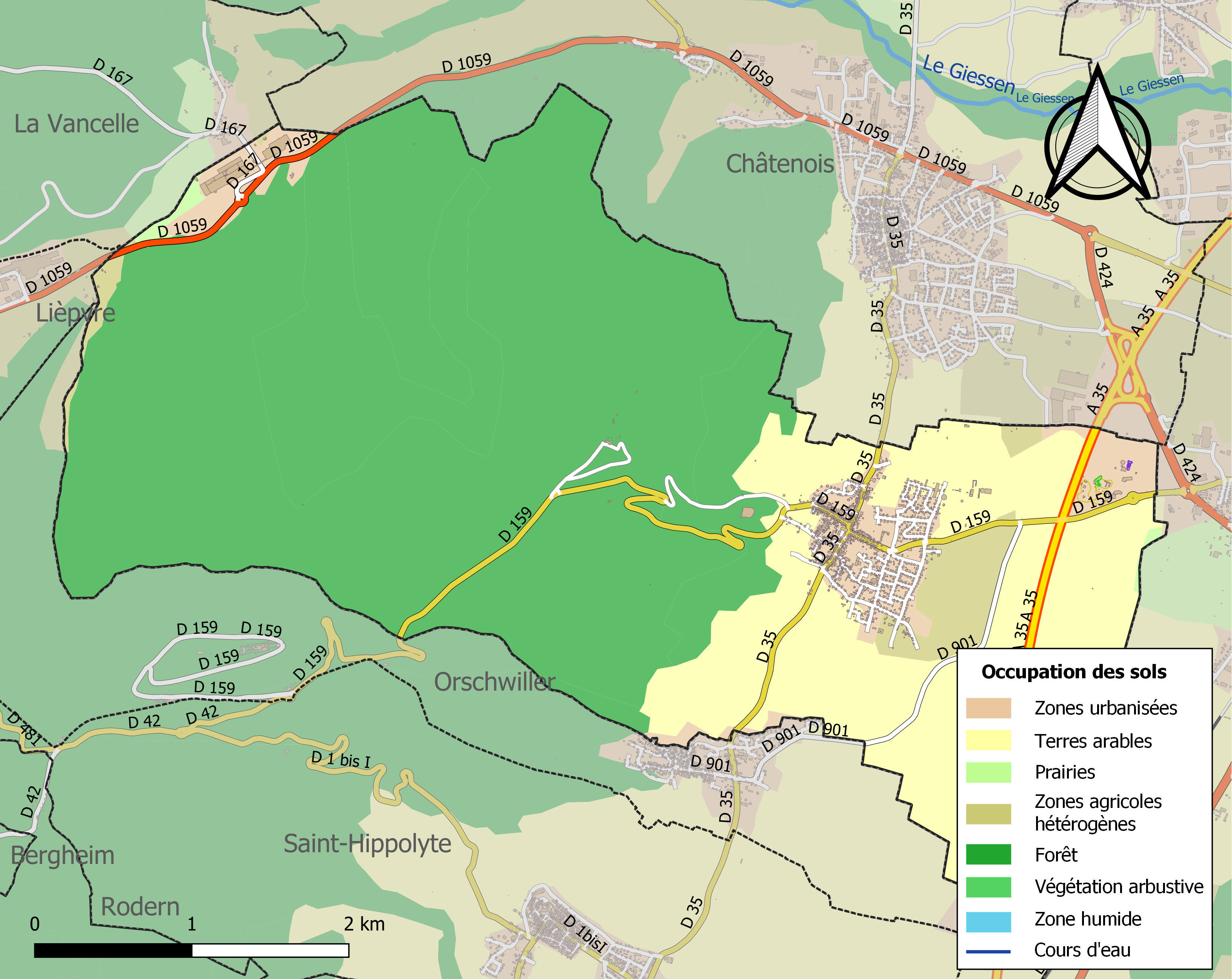
Carte des infrastructures et de l'occupation des sols de la commune en 2018 (CLC).

### Voies de communications et transports

#### Voies routières
Kintzheim ne se trouve pas très loin de Sélestat. Sur la voie rapide A35, prendre la bifurcation no 17 en direction de Châtenois - Sainte-Marie-aux-Mines - Saint-Dié. Arrivé au sens giratoire, prendre direction Châtenois-Kintzheim. Une autre possibilité est de prendre la sortie no 18 en direction de Saint-Hippolyte puis de poursuivre la route jusqu'à Kintzheim.
En venant de Lorraine, prendre la route nationale 459 direction Saint-Dié en passant par Sainte-Marie-aux-Mines, Sainte-Croix-aux-Mines, Lièpvre, puis La Vancelle-Gare et val de Villé. À la sortie du village (et non hameau) de Châtenois, prendre direction Kintzheim. Par ailleurs, le village est traversé par la véloroute du vignoble d'Alsace (EuroVelo 5).

#### Transports en commun

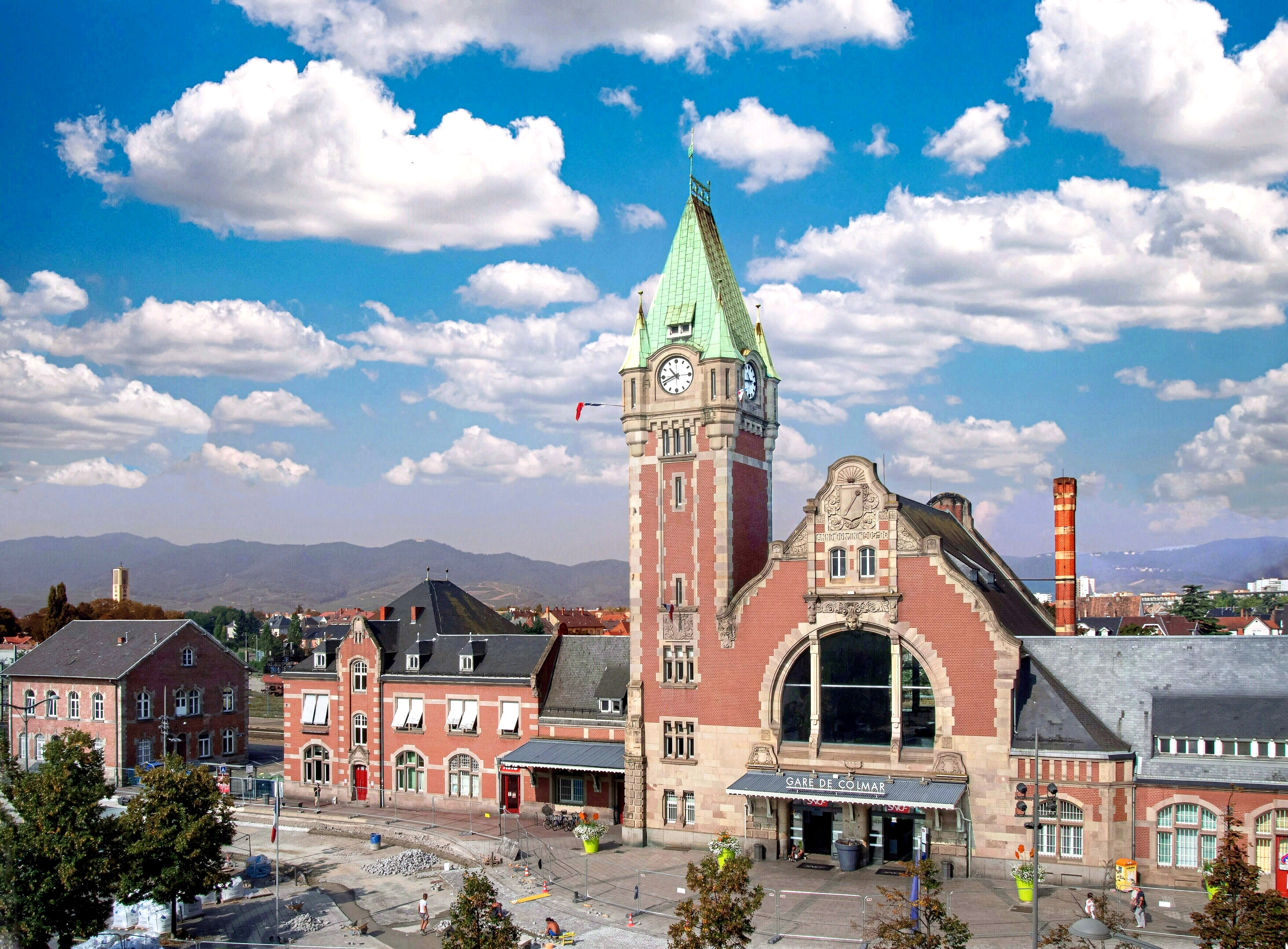
La gare de Colmar.

- Transports en Alsace.
- Fluo Grand Est.

##### Train
- Gare d'Ingersheim,
- Gare de Turckheim,
- Gare de Logelbach,
- Gare de Colmar-Saint-Joseph,
- Gare de Colmar.

#### Transports aériens
- L'aéroport le plus proche est l'Aéroport de Colmar - Houssen.

### Intercommunalité
Commune membre de la Communauté de communes de Sélestat.

## Toponymie
Le village de Kintzheim est mentionné sous la forme Quningishaim en 774 (charte de Charlemagne), puis Chuniggesheim en 881 et Kunigisheim en 1220.
L’appellatif germanique suffixé -heim est ajouté au nom du propriétaire, comme c'est généralement le cas. Il s'agit soit du nom de personne germanique Chuno ou Cuno, comme dans Kientzheim (Conesheim 785), dérivé avec le suffixe -ing indiquant la famille, la parentèle, suivi du s du génitif saxon, d’où le sens global de « propriété de la famille de C[h]uno » ou encore du vieux haut allemand kuning > moyen haut allemand künic « roi » qui a pu être porté comme surnom (cf. noms de famille König et Kœnig), d'où le sens global de « propriété du roi ou de König ». On surnomme les habitants de cette commune Schnoke (moustique), Storche (cigogne) ou encore Weidseck (sacs à fourrage).

## Histoire
Les origines, néolithiques probablement, sont inconnues, mais il subsiste des vestiges datant de l'époque romaine.
Kintzheim est en effet située sur la fameuse[non neutre] voie romaine qui traversait l'Alsace du nord au sud. Des monuments funéraires des Ier et IIe siècles ont été découverts ; il s'agirait, selon les spécialistes, de stèles, la première dédiée à Iuta, fille d'Undagius et à celle de Dercus par Carus, la seconde dressée par Biliureto de son vivant.

### Un domaine mérovingien

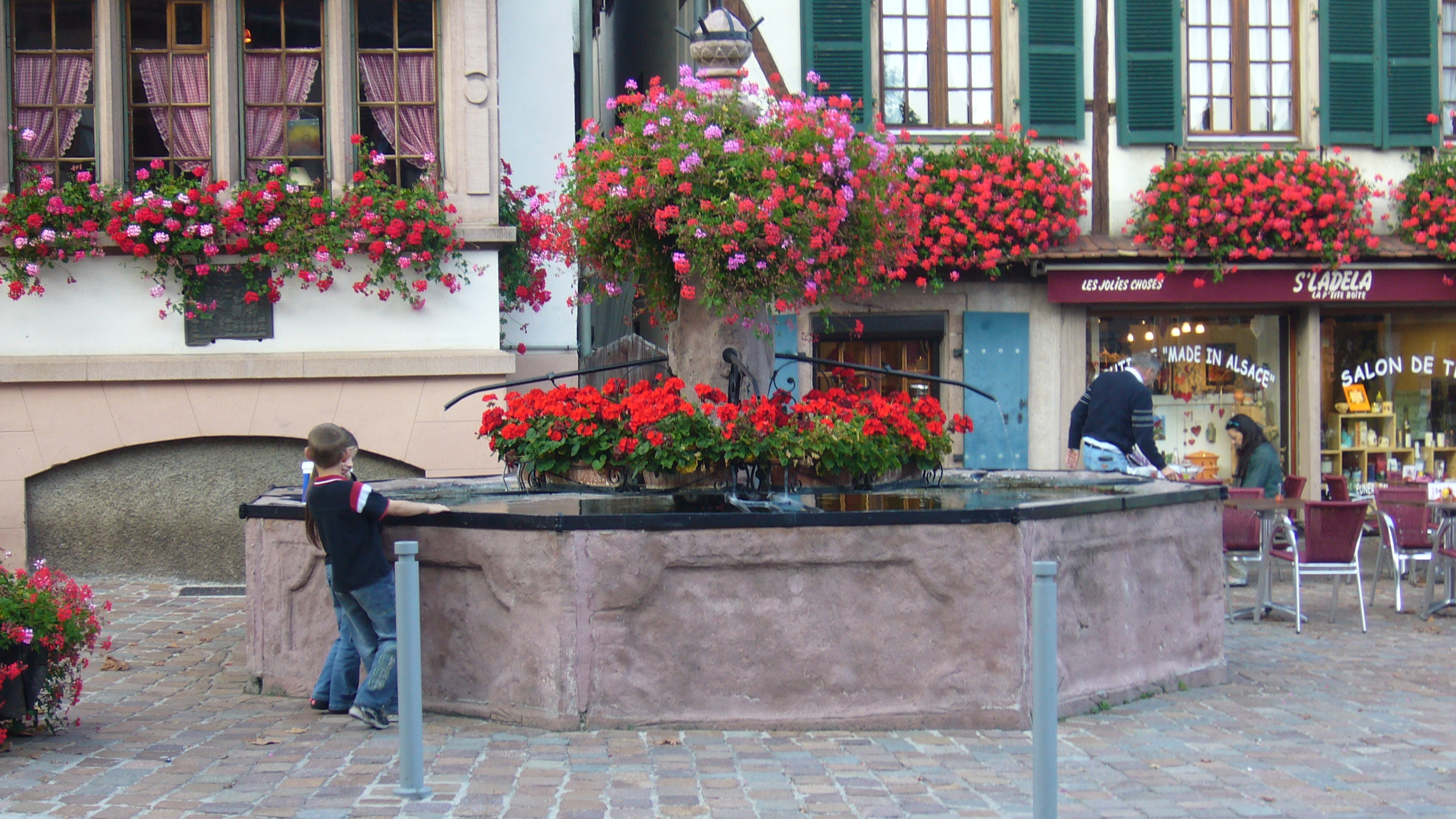
Ancienne fontaine connue sous le nom de Stochbrunna au 54-56 rue du Général-de-Gaulle.

Mentionné dès le VIIIe siècle, le village est alors le siège d'un vaste domaine royal mérovingien. Le territoire et la forêt de Kintzheim faisaient partie du domaine du fisc royal de Childéric II à l'époque du maire Wulfoald (ou Vulfoald). Après l'assassinat de Childéric II (675), Wulfoald organise le retour d'Irlande de Dagobert II qui écarta Pépin de Herstal. Il est assassiné à son tour en 679 dans la forêt de Woëvre, mais il restera maire du Palais jusqu'en 680, année de son décès. Une partie de ses biens ira à Pépin le Bref dont l'abbaye de Saint-Mihiel (Meuse). L'un des palais de Charlemagne dénommé Villa Regia (Quuningishaim), ultérieurement traduite en langue germanique Kunigesheim, était sans doute situé sur les pentes de Kintzheim. Charlemagne se rendait souvent dans la région pour chasser en compagnie de l'abbé Fulrad, son chapelain.
Ce dernier fonda deux prieurés, l'un à Lièpvre et l'autre à Saint-Hippolyte. Il fit don le 14 septembre 774 au prieuré de Lièpvre, rattaché à la mort de l'abbé Fulrad à l'abbaye de Saint-Denis, d'une partie de la forêt de « Quuningishaim » et de plusieurs autres propriétés faisant partie du domaine royal dans les environs de Kintzheim avec droit de pâturage et de chasse. Un an plus tard, sacré roi des Lombards, rentrant d'Italie vers Aix-la-Chapelle, il vient dans le Palatium Selestatis, vraisemblablement sur les pentes de Kintzheim, son grand palais d'automne. En 781, Charlemagne accorde d'autres terres, dont de vastes étendues de forêts détachées du fisc de Kintzheim, au prieuré de Lièpvre. Le petit-fils de Charlemagne, l'empereur Lothaire Ier, offrit en récompense le 17 février 843 Kunigesheim (Königsheim) à Erchangar, comte de Nordgau. L'abbaye d'Andlau possédait des propriétés contiguës à la commune de Lièpvre et situées au bas du village sur le territoire de la commune de Kintzheim. Ce sont les prés de l'hospice de Sélestat, désignés à l'époque sous le nom d'Abtissinhurst ou Graveloch. On prétend qu'elles faisaient partie de la cour colongère que possédait l'abbaye d'Andlau à Kintzheim. La fille d'Erchangar, sainte Richarde, fondatrice de l'abbaye d'Andlau et épouse de Charles le Gros, héritera de tous ces biens.

### Charlemagne cède de vastes domaines auprieuré de Lièpvre

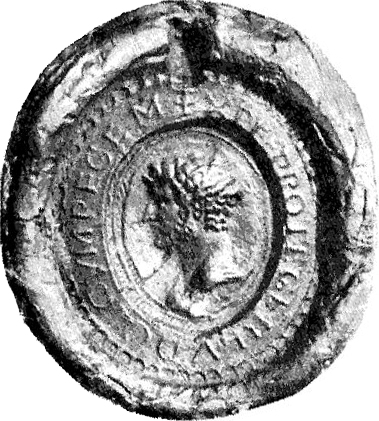
Sceau représentant Louis le Germanique.

Kintzheim possédait à l'origine une importance territoriale qui empiétait largement sur la vallée de la Lièpvrette et jusqu'à Urbeis dans le val de Villé. Ce domaine s'étendait aussi aux confins des Vosges englobant Scherwiller, Châtenois, Orschwiller, Saint-Hippolyte et jusqu'à Bergheim ainsi que des prairies établies près de Baldenheim et Ohnenheim. Ce domaine particulier a perduré jusqu'au VIIIe ou IXe siècle. Charlemagne, qui possédait de vastes terres à Kintzheim, a accordé vers 774 à l'abbé Fulrad, un important personnage qui était fort estimé par les princes et papes de l'époque, de vastes terres pour le prieuré de Lièpvre. Fulrad possédait deux prieurés en Alsace : à Lièpvre et à Saint-Hippolyte. Il avait aussi fondé d'autres prieurés en Lorraine et en Sarre, qui sont les pays d'origine des Pépinides d'où descend d'ailleurs Fulrad. Après le décès de l'abbé Fulrad en 784, les biens qu'il avait accumulés passèrent dans le domaine de l'abbaye de Saint-Denis conformément au testament que l'abbé Fulrad a rédigé avant sa mort. Le petit-fils de Charlemagne, fils de Louis le Pieux, Lothaire Ier, confirmait la donation de son grand-père au prieuré de Lièpvre et à Saint-Denis dans un diplôme daté de Verdun le 4 août 854.

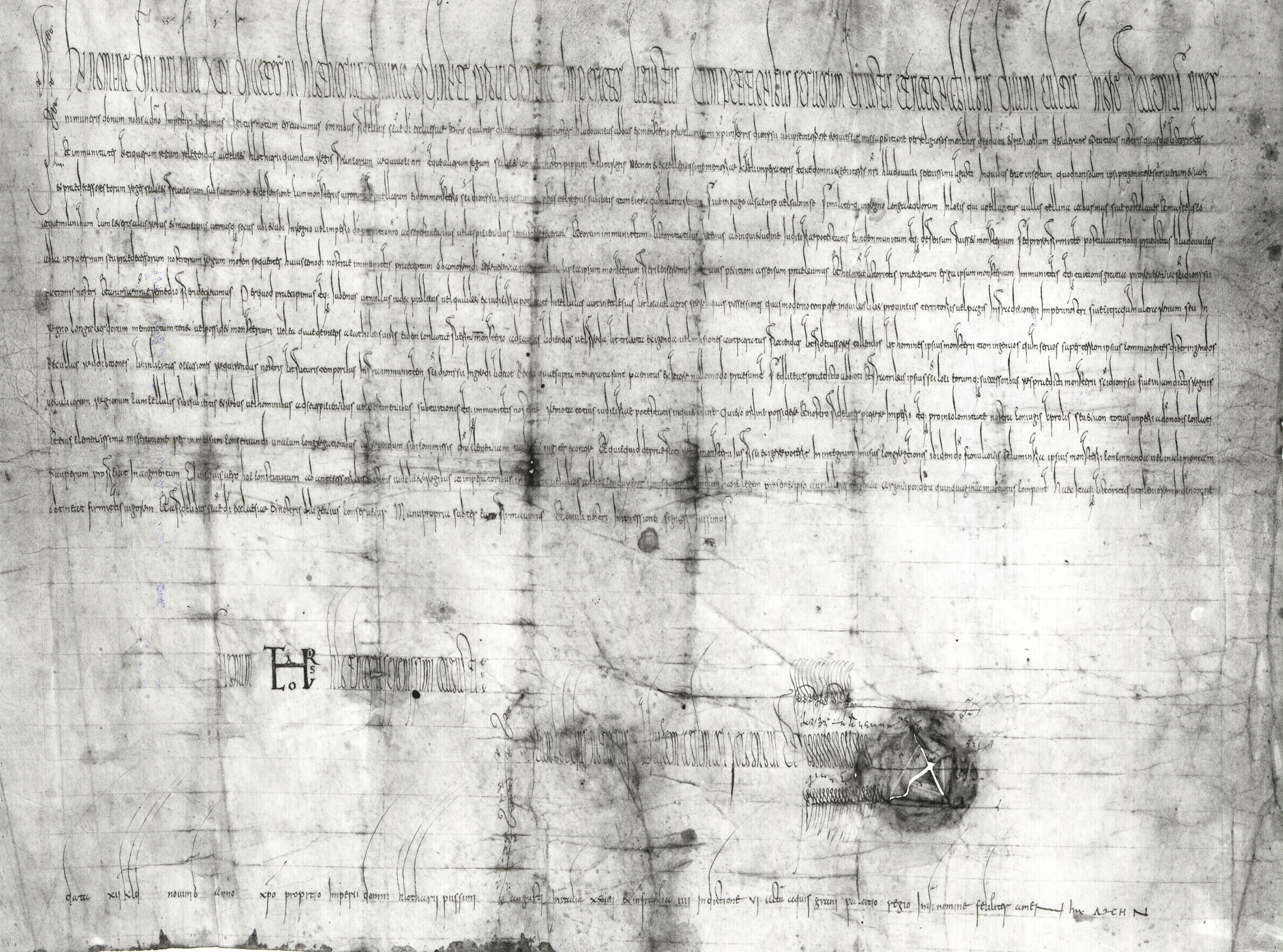
21 octobre 843 - Lothaire Ier confirme les dispositions prises par ses prédécesseurs concernant les biens attribués aux prieurés de Lièpvre et de Salonnes en faveur de l'abbaye de Saint-Denis - AN K10, no 5/1.

Lors de la bataille fratricide du 25 juin 842, ses deux autres frères, Louis de Bavière et Charles le Chauve se sont coalisés pour ruiner leur frère Lothaire Ier. Erchangar, comte de Nordgau d'Alsace, exploitant la faiblesse de Lothaire Ier pour lui accorder le domaine de Kunigesheim par un diplôme du 17 février 843. En 862, le comte Erchangar donnait la main de sa fille Richarde au fils de Louis le Germanique, le frère de Lothaire Ier. Ce fils est devenu plus tard l'empereur Charles le Gros. Richarde est par la suite répudiée et outragée par lui et va s'enfermer et finir ses jours comme future abbesse à l'abbaye d'Andlau. La communauté d'Andlau possédait la forêt et le hameau de Bois l'Abbesse et la ferme connue sous le nom de Abtissin-Hurst. Cette propriété faisait partie intégrante de la villa royale de Kunigesheim. L'église Sainte-Foy de Sélestat possédait également une ferme colongère avec des forêts à Kintzheim. Vers 1105, Frédéric II, duc d'Alsace et père de l'Empereur Frédéric Barberousse, stipula que le monastère de Sainte Foy bénéficiera de la moitié de la dîme. L'autre moitié était partagée entre l'abbaye d'Andlau, qui garde son quart, et le prieuré de Lièpvre qui l'aliéna en faveur de la grande prévôté de Strasbourg.

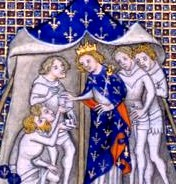
Charles III le Gros.

### Une propriété des empereurs germaniques
Par la suite, le village est transmis aux Hohenstaufen, puis au Reich, d'où l'aigle impérial - le Reichsadler - dans les armoiries. Les empereurs germaniques engagent à partir du XIIIe siècle les revenus du village à des familles nobles et puissantes dont les Kagen, les Rathsamhausen et les Andlau. Dès 1267, les Rathsamhausen possédaient le château de Kintzheim.
En 1286, une partie du village de Kintzheim fut engagée à Hartmann et Egelophe de Rathsamhausen par l'empereur Rodolphe Ier, moyennant 150 marcs d'argent. En 1299, leur domaine s'accrut d'une ferme à Kintzheim que l'abbaye de Senones leur donna en fief.
En 1298, les habitants de Châtenois, village tout proche situé à 3,5 km, administrée alors par Conrad de Lichtenberg, évêque de Strasbourg, brûlent et dévastent le château de Kintzheim. Les Rathsamhausen avec les Kagen reconstruisent le château entre 1300 et 1306. En 1338, Kintzheim est vendu à la ville de Sélestat, contre acquittement des mises en gage qui existaient en faveur des seigneurs de Rathsamhausen et des autres détenteurs de parts.

### Les Armagnacs mettent le feu à Kintzheim
Les Armagnacs, partisans de Louis Ier d'Orléans, mettent le feu à Scherwiller, Châtenois, Kintzheim, et Saint-Hippolyte.

### La guerre des paysans
La guerre des paysans frappe durement le voisinage immédiat de Kintzheim dès 1525. À Scherwiller, le duc de Lorraine écrase 5 000 paysans et met le feu au village. Le soulèvement des paysans prend naissance à Sélestat, mais en réalité il couvait depuis bien plus longtemps. Ce soulèvement faisait rage en Allemagne depuis trois ans. Ce sont surtout des motifs économiques qui sont au cœur de ces soulèvements armés. Depuis le XVe siècle, l'Alsace avait vu défiler invasion sur invasion, ce qui signifie villages incendiés et récoltes détruites et c'est toujours le paysan qui en supportait les conséquences. À ces motifs purement matériels venait s'ajouter une exploitation de la paysannerie par les nobles et grandes communautés religieuses, qui lentement mais sûrement faisait monter un climat de haine. Le budget du paysan est extrêmement serré ; une fois qu'il a payé le cens et les dîmes, il est obligé d'acquitter les impôts qui viennent périodiquement s'ajouter pour combler les dépenses excessives des seigneurs et des nobles.

### La guerre de Trente Ans
Pendant la guerre de Trente Ans, les Suédois viennent assiéger Sélestat et occupent Kintzheim et son château qu'ils dévastent.

### La période révolutionnaire
Durant la Révolution, Kintzheim fut relativement calme. Les deux prêtres étaient tantôt en exil dans le pays de Bade, ou faisaient des retours clandestins à Kintzheim où ils seront cachés par la population. Kintzheim possède encore aujourd'hui une armoire avec une chaise à l'intérieur, qui servait de cachette aux deux curés lors des recherches par les gardes nationaux. Les deux prêtres étaient informés à l'avance par la population lorsqu'un ratissage de la région était déclaré. Pendant la Révolution, deux religieuses vécurent retirées à Kintzheim. Le 18 pluviose an II, la ville de Kintzheim dut fournir 12 000 livres en argent sonnant et trébuchant contre 12 000 livres en assignats, sans valeur.

### La ville de Sélestat prend possession de Kintzheim
En 1338, la ville de Sélestat se met sur les rangs pour acheter le domaine de Kintzheim aux seigneurs, l'abbaye d'Andlau continue cependant d'y exercer ses prérogatives en nommant par exemple le prévôt jusqu'en 1534. Louis de Bavière accorde la plus grande partie de Kintzheim à la ville de Sélestat. Les Rathsamhausen vendirent alors le reste du village et ne conservèrent plus que le château.
À partir de cette époque, la ville de Sélestat exerce pleinement ses droits sur la ville de Kintzheim. En 1632, le château de Kintzheim est occupée par les troupes suédoises provoquant ainsi la ruine du village. À la Révolution, Kintzheim doit faire face à un litige lié au partage des biens communaux.

### Sélestat perd Kintzheim
En 1834, la ville de Sélestat abandonne ses droits sur Kintzheim après un procès qui a duré quarante ans.

### Kintzheim et laSeconde Guerre mondiale
La commune a été décorée en 1949 de la Croix de guerre 1939-1945.
En 1949, la commune fut décorée de la Croix de guerre 1939-1945.
Deux personnes ont par ailleurs été admises en 1978 parmi les 4281 Justes parmi les nations de France pour avoir sauvé des personnes juives persécutées par le régime nazi et le gouvernement de Vichy :
- Aloyse Strebler[36], officier de police au service régional de police judiciaire (1899-1985),
- et sa femme Mélanie[37] (1901-1990), née Fridblatt à Kintzheim[38].

## Politique et administration

### Budget et fiscalité 2021

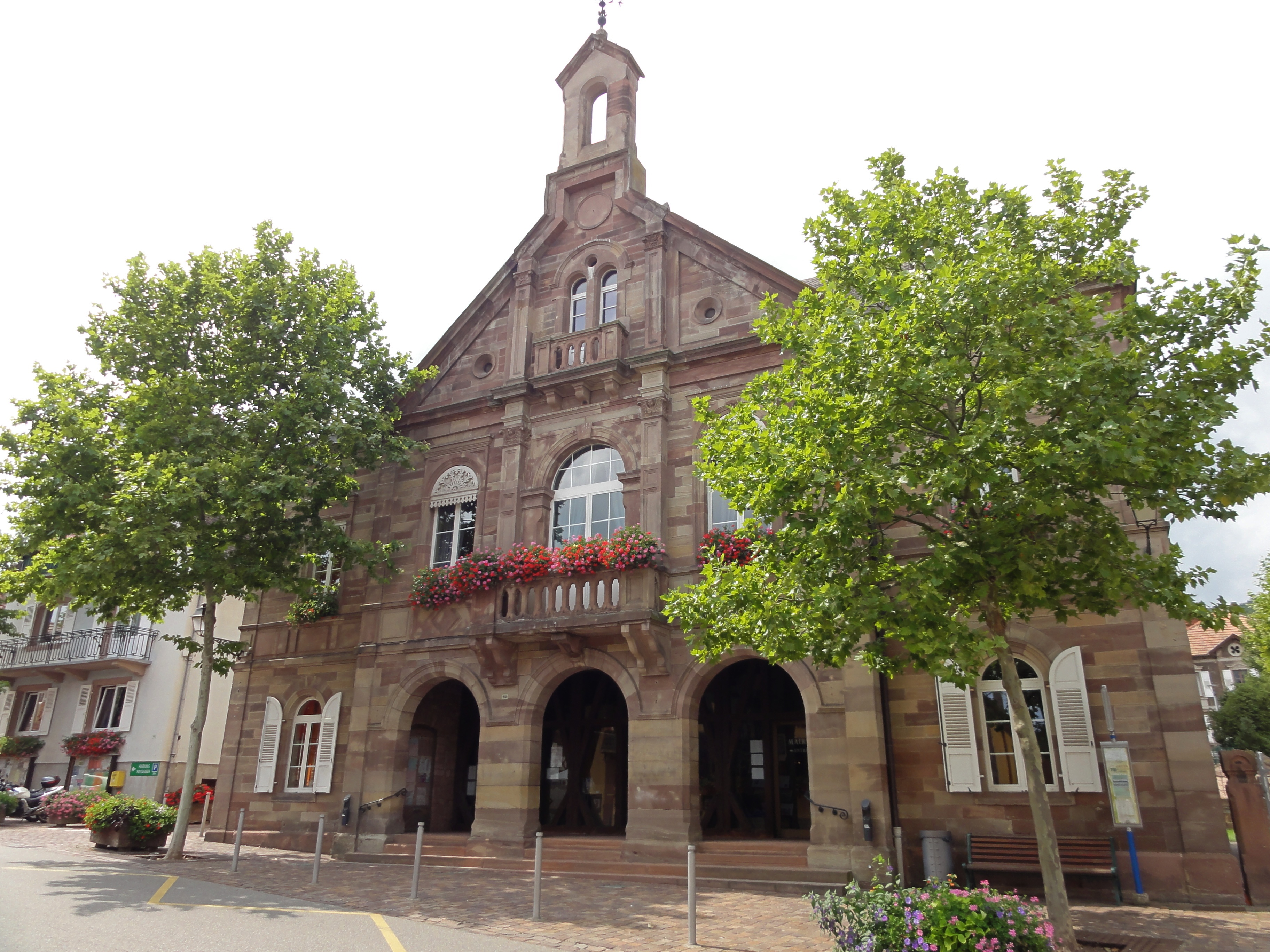
La mairie de Kintzheim.

En 2021, le budget de la commune était constitué ainsi :
- total des produits de fonctionnement : 1 663 000 €, soit 992 € par habitant ;
- total des charges de fonctionnement : 1 154 000 €, soit 688 € par habitant ;
- total des ressources d'investissement : 734 000 €, soit 438 € par habitant ;
- total des emplois d'investissement : 658 000 €, soit 393 € par habitant ;
- endettement : 1 000 000 €, soit 593 € par habitant.

Avec les taux de fiscalité suivants :
- taxe d'habitation : 14,43 % ;
- taxe foncière sur les propriétés bâties : 23,38 % ;
- taxe foncière sur les propriétés non bâties : 41,06 % ;
- taxe additionnelle à la taxe foncière sur les propriétés non bâties : 45,11 % ;
- cotisation foncière des entreprises : 14,86 %.

Chiffres clés Revenus et pauvreté des ménages en 2020 : médiane en 2020 du revenu disponible, par unité de consommation : 26 070 €.

### Jumelages
- Sainte-Feyre, département de la Creuse (France) depuis le 8 novembre 1986.

## Population et société

### Démographie
L'évolution du nombre d'habitants est connue à travers les recensements de la population effectués dans la commune depuis 1793. Pour les communes de moins de 10 000 habitants, une enquête de recensement portant sur toute la population est réalisée tous les cinq ans, les populations de référence des années intermédiaires étant quant à elles estimées par interpolation ou extrapolation. Pour la commune, le premier recensement exhaustif entrant dans le cadre du nouveau dispositif a été réalisé en 2006.

En 2022, la commune comptait 1 691 habitants, en évolution de +4,32 % par rapport à 2016 (Bas-Rhin : +3,17 %, France hors Mayotte : +2,11 %).
| 1793  | 1800  | 1806  | 1821  | 1831  | 1836  | 1841  | 1846  | 1851  |
| ----- | ----- | ----- | ----- | ----- | ----- | ----- | ----- | ----- |
| 1 106 | 1 143 | 1 253 | 1 300 | 1 423 | 1 482 | 1 484 | 1 680 | 1 697 |

| 1856  | 1861  | 1866  | 1871  | 1875  | 1880  | 1885  | 1890  | 1895  |
| ----- | ----- | ----- | ----- | ----- | ----- | ----- | ----- | ----- |
| 1 631 | 1 632 | 1 558 | 1 521 | 1 423 | 1 457 | 1 430 | 1 412 | 1 350 |

| 1900  | 1905  | 1910  | 1921  | 1926  | 1931  | 1936  | 1946  | 1954  |
| ----- | ----- | ----- | ----- | ----- | ----- | ----- | ----- | ----- |
| 1 399 | 1 383 | 1 347 | 1 215 | 1 211 | 1 137 | 1 173 | 1 153 | 1 149 |

| 1962  | 1968  | 1975  | 1982  | 1990  | 1999  | 2006  | 2011  | 2016  |
| ----- | ----- | ----- | ----- | ----- | ----- | ----- | ----- | ----- |
| 1 107 | 1 333 | 1 486 | 1 479 | 1 449 | 1 493 | 1 509 | 1 564 | 1 621 |

| 2021  | 2022  | - | - | - | - | - | - | - |
| ----- | ----- | - | - | - | - | - | - | - |
| 1 680 | 1 691 | - | - | - | - | - | - | - |

### Enseignement
Établissements d'enseignements :
- École maternelle et primaire.
- Collèges à Châtenois, Sélestat, Ribeauvillé.
- Lycées à Sélestat.

### Santé
Professionnels et établissements de santé :
- Médecins à Kintzheim, Châtenois, Saint-Hippolyte, Scherwiller,
- Pharmacies à Châtenois, Scherwiller, Sélestat, Bergheim, Ribeauvillé,
- Hôpitaux à Sélestat, Ribeauvillé, Dambach-la-Ville, Neuve-Église,
- Groupement hospitalier de territoire Basse-Alsace Sud-Moselle.

### Cultes
- Culte catholique, Communauté de Paroisses de l’Ill au Haut-Koenigsbourg[54] comprenant 9 communes de Châtenois, Dieffenthal, Ebersheim, Ebersmunster, Kientzville, Kintzheim, La Vancelle, Orschwiller et Scherwiller[55], Diocèse de Strasbourg.

## Économie

### Agriculture
- Culture de la vigne.
- Sylviculture et autres activités forestières.
- Élevage de chevaux et d'autres équidés.
- Élevage d'autres animaux.
- Culture de céréales, de légumineuses et de graines oléagineuses.

### Tourisme
Kintzheim possède plusieurs centres animaliers :
- la Volerie des aigles présentant depuis 1968 des rapaces en totale liberté ;
- La montagne des singes où vivent 280 magots en liberté dans un parc arboré de 24 ha ;
- un centre de repeuplement en cigognes qui existe depuis 1974. Entretemps, ce centre s'est transformé en un parc de loisirs et un parc animalier, Cigoland, tout en gardant son objectif premier. On y compte une centaine d'adultes et une cinquantaine de naissances par an.

### Commerces
- Commerces et services de proximité.

## Culture locale et patrimoine

### Lieux et monuments

#### Château de Kintzheim

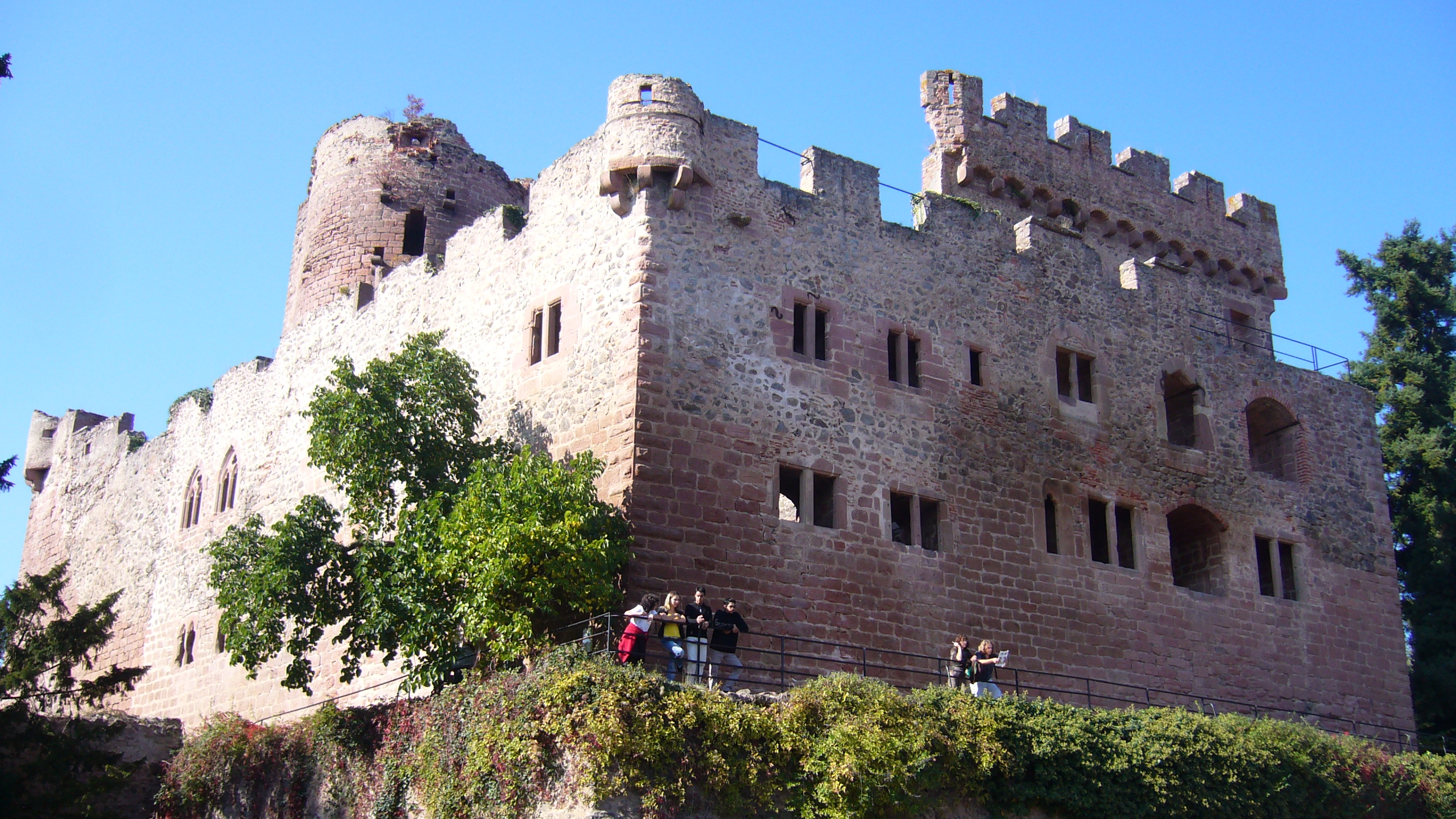
Château de Kintzheim.

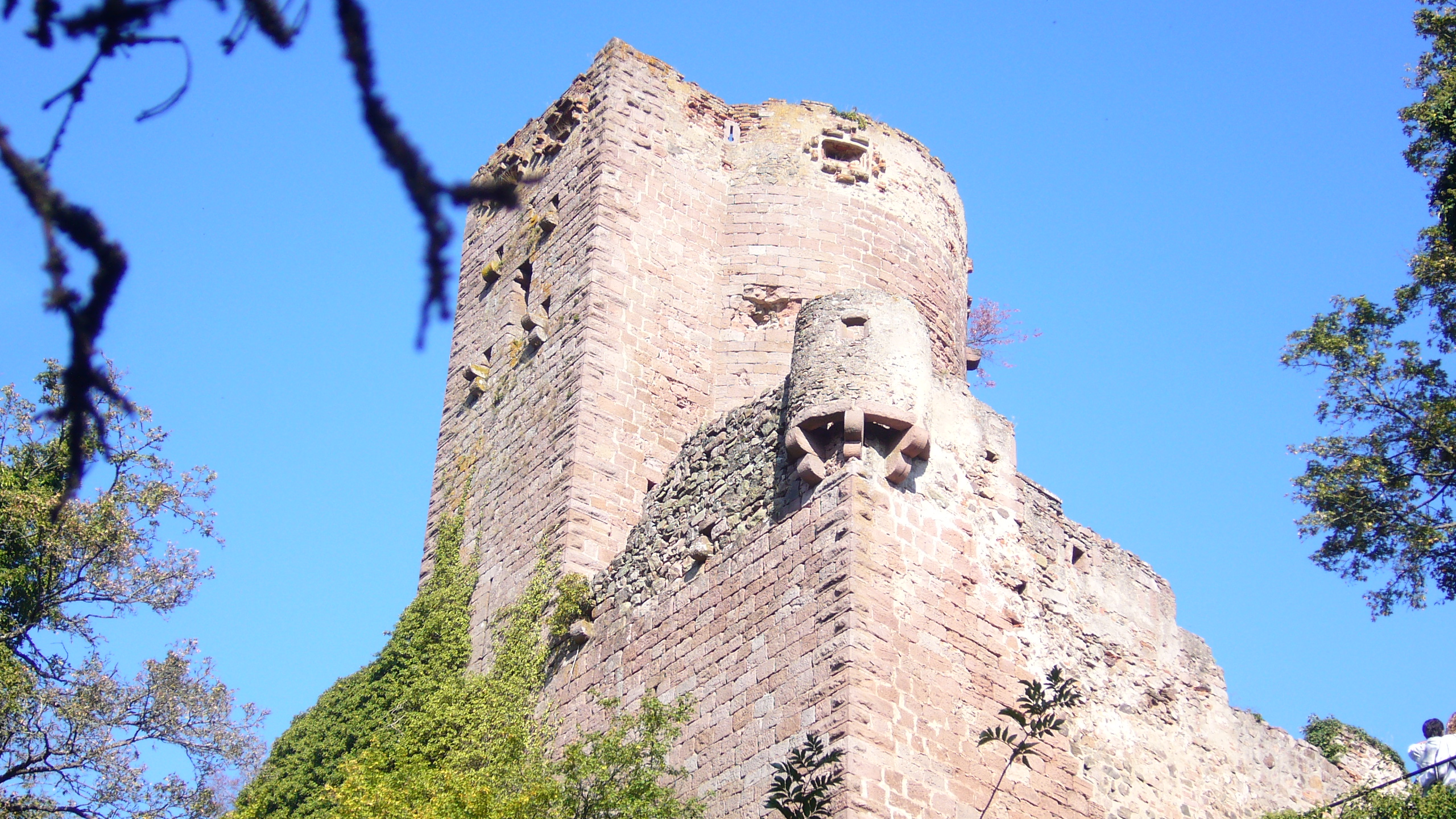
Donjon du château de Kintzheim.

Ce château construit au XIIe siècle abrite aujourd'hui la Volerie des aigles qui attire de nombreux touristes de passage. En 1227, le château est mentionné appartenir à Thierry de Kintzheim qui le détient en fief avec l'abbaye d'Andlau. En 1262, ce sont les frères Hartmann et Egilof de Rathsamhausen et les Kagen qui entrent en possession du château. Les Rathsamhausen s'estimant lésés lors du partage du château reçu de Adolphe de Nassau, se rangeront du côté d'Albert de Habsbourg, le concurrent direct au trône impérial. Du temps d'Adolphe de Nassau, des querelles opposent ce prince à Albert de Habsbourg.
Il est détruit en 1298 par l'évêque de Strasbourg partisan d'Adolphe de Nassau. Les Rathsamhausen le reconstruisent aux XIVe et XVe siècles. Seuls les anciens bâtiments ont résisté à la destruction. En 1341, les héritiers des frères Rathsamhausen vendent le château à la ville de Sélestat et une partie du village. En 1492, le château est vendu à nouveau à la ville de Sélestat par Jean de Hattstatt qui y maintient un bailli jusqu'à la destruction du château par les troupes suédoises en 1632. Le « Magistrat » de Sélestat remplace dès lors le seigneur de Kintzheim.
En 1649, la ville de Sélestat vend à Jean-Guillaume de Gollen, sous réserve de certaines clauses, le château et ses droits féodaux qui y sont rattachés. J.G. devient dès lors seigneur de Kintzheim. Il fait reconstruire les parties détruites (mur en caillasse) et restaurera la chapelle. En 1739, la famille Gollen s'éteint. Kintzheim passe ultérieurement à la famille de Broc. En 1765, les seigneurs de Kintzheim continuent d'entretenir le château mais ne l'habitent plus. Un ermite vient s'installer au-dessus de la chapelle consacrée au culte de saint Jacques. 1789 : abolition des privilèges. Kintzheim cesse d'être un domaine féodal. Le seigneur n'a plus l'autorisation d'y exercer la justice et de prélever des impôts.
En 1801, le marquis de Broc, dernier seigneur du château de Kintzheim, met le château en vente. La ville de Sélestat demande alors de bénéficier du droit de préemption telle qu'il était apparu sur l'acte de vente de 1649. La ville de Sélestat engage alors une procédure judiciaire pour retrouver ses droits sur le château. En 1804, Napoléon Ier signe de sa main un décret impérial déboutant la ville de Sélestat de sa requête. Le château devient propriété privée et est racheté en 1802 par Gaëtan Mathieu de Fabvier,,. Il fait élever dans le village un manoir de style Directoire et fait aménager un grand parc paysager à l'anglaise. En 1945, au cours des combats pour la Libération, le château qui constitue un observatoire très recherché, est atteint par de nombreux obus dont les points d'impact sont encore visibles, notamment sur le donjon. Depuis 1968, le château abrite la Volerie des aigles.

#### La Mairie de style baroque

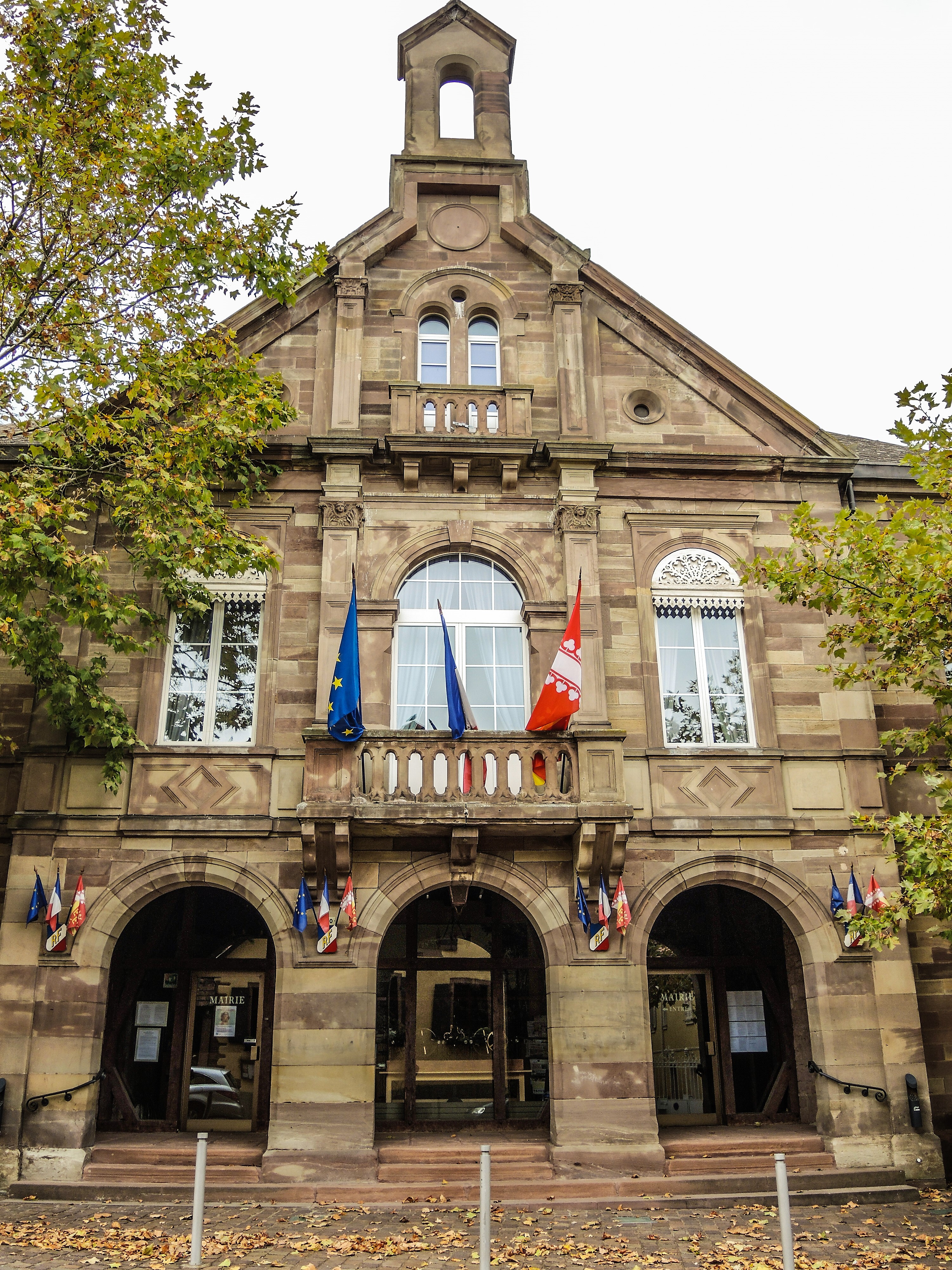
Façade de la mairie.

A voir dans le hall du Secrétariat de la mairie :
- La grille forgée par Charles Dickely en 1928 (ancien portail de la chapelle de l'Aigle).

« - La borne intercommunale. Il s'agit d'une pierre-borne en grès des Vosges placée à la limite des communes de Kintzheim-Châtenois installée probablement avant la Révolution. Elle est gravée avec les armoiries de Kintzheim : un aigle à une tête, ailes déployées, qui était l'emblème de la maison d'Autriche, autrement dit de la famille des Habsbourg, empereurs d'Allemagne et d'Autriche. À l'arrière de la pierre il n'y a aucun motif. La pierre n'est pas datée. De 1338 à 1790, la ville de Kintzheim était rattachée à la ville de Sélestat. La commune de Kintzheim est devenue autonome en 1800. Cette pierre-borne se trouvait autrefois au lieu-dit « Soj-Gràwe » tout près de l'ancienne voie celtique, puis romaine actuellement transformée en piste cyclable, près du Hattenberg. Dans les années 1970, cette pierre-borne a été enlevée involontairement par une personne pour décorer une propriété des environs. Après un appel lancé à la population, la pierre a été rapportée en 1979 et orne l'entrée de la mairie rénovée, disposée entre deux pierres tombales de l'époque gallo-romaine (pierres réinstallées sur leur site d'origine, autour de l'église Saint-Martin).
- Une meule à grains du Néolithique découverte au printemps 2003 par Daniel Gérard. Datée de 3 500 ans avant Jésus-Christ, elle a été découverte en bordure de la voie romaine, près d'une colonne milliaire, au pied d'un cep de vigne. Cette meule à grain en grès rose est taillée de telle façon qu'elle permet d'assurer sur sa base une assise solide. Elle présente sur sa partie supérieure, une table de travail qui a été bouchardée, puis polie pour assurer son activité essentielle vouée à l'obtention de la farine. Un broyon, constitué d'une pierre plus dure, servait à broyer les grains d'épeautre dans un mouvement de va-et-vient sur la table de travail de la meule.
- L'horloge mécanique Ungerer de l'église Saint-Martin fabriquée en 1846. Elle sonnait les quarts et les heures et entraînait quatre cadrans de deux mètres de diamètre. À cette époque, il n'y avait que les heures qui étaient indiquées et une personne devait monter au clocher pour remonter les trois mécanismes qui la composaient. Elle a été réparée en 1890 et munie d'une minuterie de deux aiguilles. Une autres réparation eut lieu en 1920. L'horloge électromécanique lui a succédé dans les années 1950. Depuis ce temps, elle était stockée dans un coin du clocher. La restauration récente fut difficile car l'horloge a souffert des intempéries et était partiellement rouillée. Elle a été réalisée par l'entreprise Bodet. »

#### L'église saint-Martin

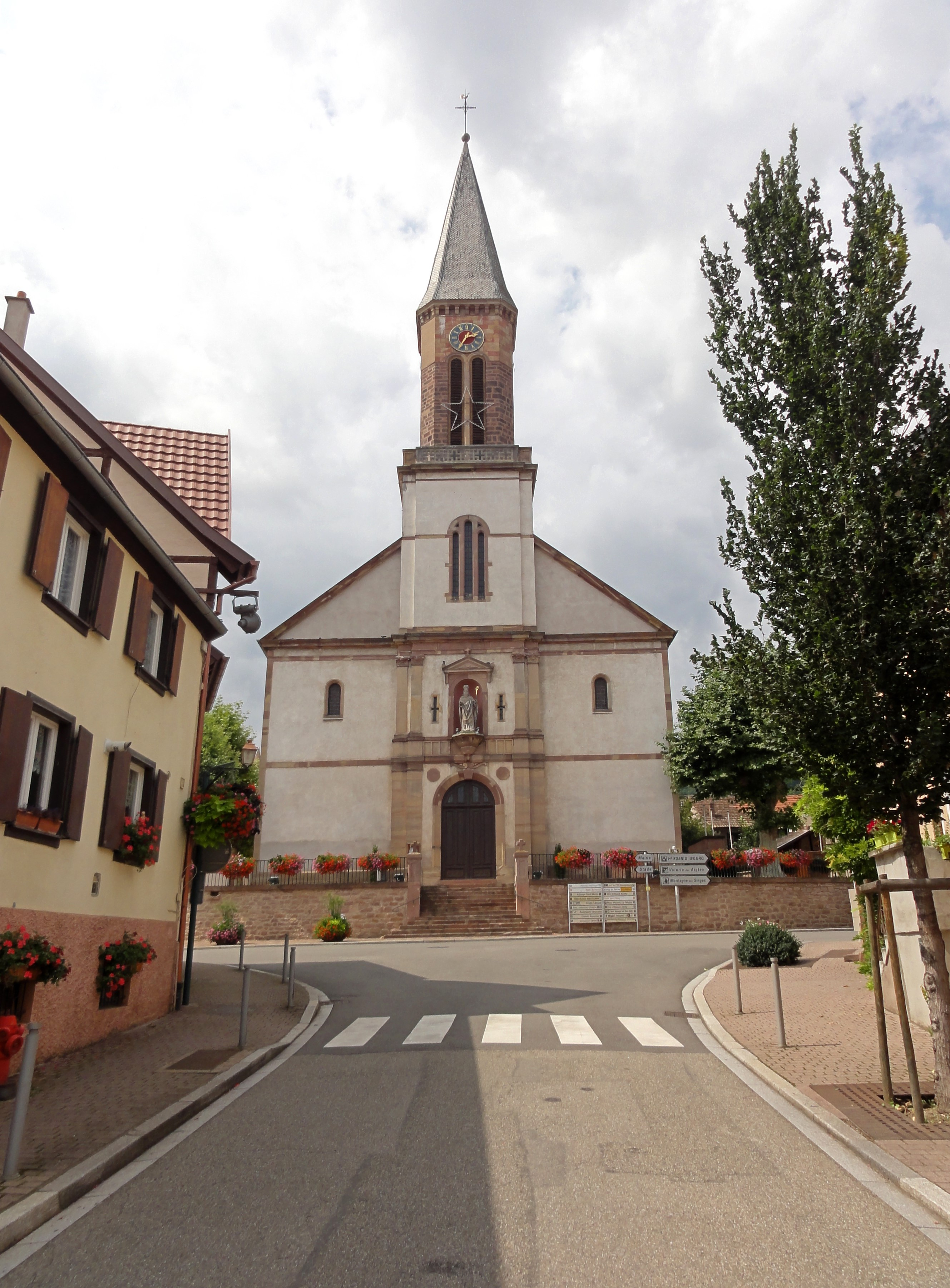
L'église Saint-Martin.

D'après les historiens, Kintzheim possédait déjà une paroisse ainsi qu'une église en l'an 954. L'église actuelle a été construite entre 1844 et 1846 et dédiée à saint Martin, évêque de Tours. L'église actuelle remplaçait un ancien édifice qui se trouvait à Kintzheim. En 1830 est prise la décision d'agrandir l'église qui ne permettait plus d'accueillir la totalité des paroissiens. L'ancienne église ne mesurait que 13,70 m sur 10,70 avec un tout petit chœur et était entourée d'un cimetière dont il existait encore un ancien pan du mur qui restait assez bien conservé. On prétend qu'il faisait partie de la ferme royale. Ce mur était adossé contre deux maisons le long de l'ancien cimetière. Ces deux maisons furent acquises à la suite d'une procédure d'expropriation pour la somme de 15 000 francs et démolies pour agrandir l'église actuelle. Le premier projet de reconstruction d'une nouvelle église remonte à 1758 et l'autre de 1791. Le projet consistait à s'inspirer de ce qui existait à Châtenois, mais la construction était jugée trop onéreuse pour la commune. La Révolution et le long procès avec la ville de Sélestat devaient retarder la construction qui fut différée.
L'église actuelle a été conçue par un architecte de Sélestat, M. Ringesen pour un devis de 100 000 francs. La nouvelle église dédiée à saint Martin a été consacrée par  André Raess, évêque de Strasbourg le 2 août 1846. Les tableaux et statues ont été rajoutés au fur et à mesure des crédits disponibles. En 1870, une tempête et un coup de foudre arrachèrent la moitié de la toiture de clocher de l'église. Le 5 septembre 1917, l'administration allemande enleva deux cloches et 78 tuyaux d'orgues pour être fondus et transformés en matériel de guerre. Les cloches retrouvées près de Francfort ont été restituées en 1922.
Le nouvel orgue, réalisé en 1926 par J. Rinckenbach, sera restauré par Michel Gaillard (manufacture Aubertin) en 2011,.

« Stèle funéraire du Ier ou IIe siècle
En 1952-1953, lors de la réfection du monument aux morts, les terrassiers ont découvert deux anciennes stèles gallo-romaines avec des inscriptions funéraires. Elles sont de forme triangulaires décorée pour l'une d'elles d'un disque avec relief et l'autre d'un croissant et de deux disques. La première plaque comporte une inscription qui pourrait dater du IIe siècle, portant entre autres le nom de Luta, fille d'Undagius de la famille des Ilimuni décédée à l'âge de 60 ans. La deuxième porte l'inscription de Biliutero. Ces deux stèles, exposées un certain temps à l'entrée de la mairie, sont aujourd'hui visibles sur la façade est de l'église, à l'emplacement de l'ancien monument aux morts. D'autres stèles de ce genre ont été retrouvées à Rorschwihr et Ostheim. La commune de Kintzheim se trouvait en bordure d'une voie romaine matérialisée par des bornes milliaires encore visibles de nos jours dans les communes d'Orschwiller, Châtenois et de Scherwiller où elles rejoignaient la route du sel. Ce monument a une hauteur totale de 1,25 m, une largeur à la base de 0,64 m et une épaisseur (irrégulière) de 0,28 m. »

#### Les chapelles
Chapelle Notre-Dame-du-Bon-Secours

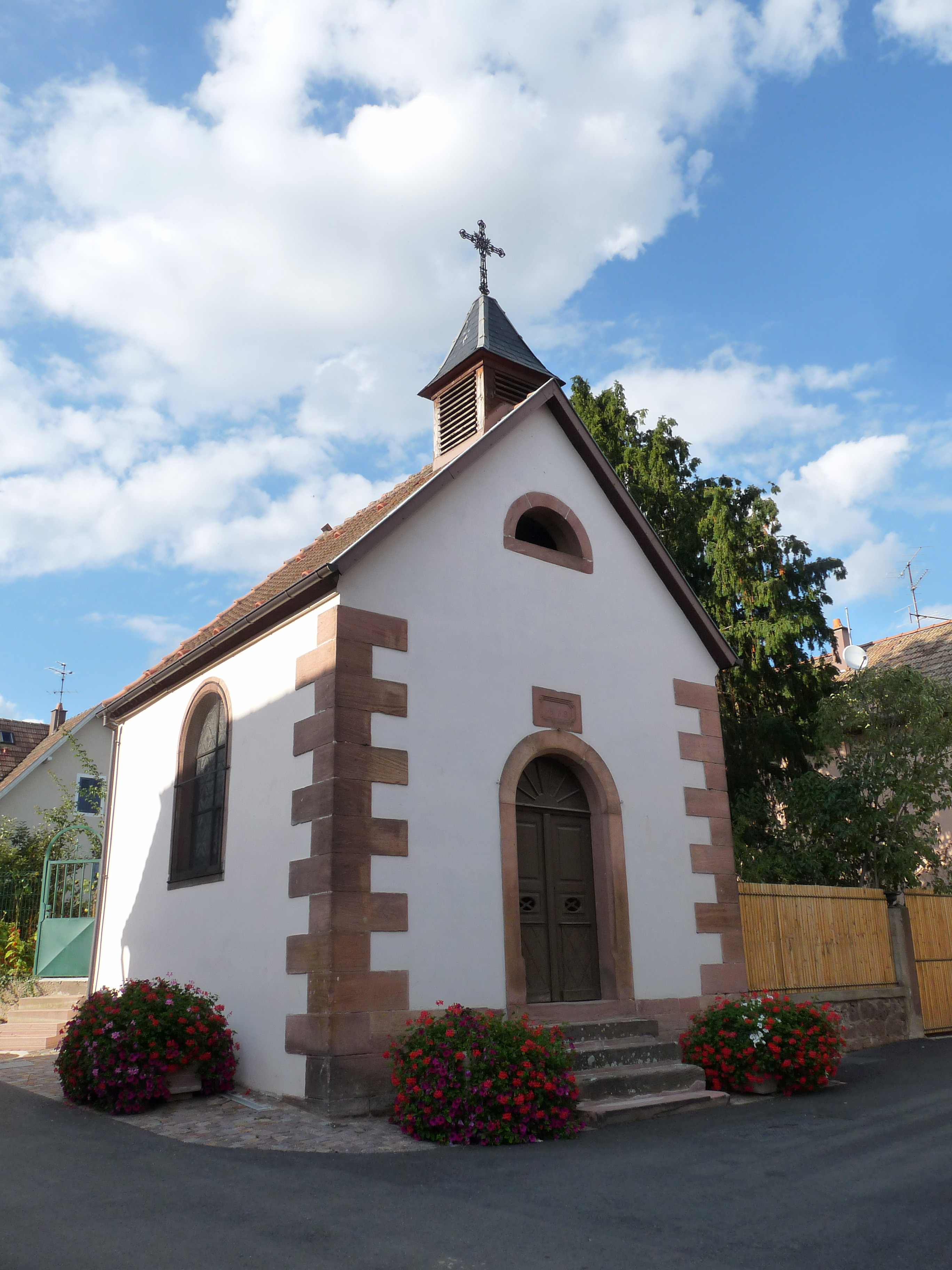
Chapelle Notre-Dame-du-Bon-Secours (1858).

Cette chapelle est située au croisement des rues Clog-Strebler et Chars. Elle est due à l'initiative de deux sœurs célibataires, Mlles Anne-Marie et Barbe Jenny, originaires de la commune. C'est le 7 février 1852 que les deux sœurs déclarent vouloir financer sur leurs propres deniers une chapelle qui sera érigé dans la rue dite Pflänzer et pouvant servir de reposoir à la Fête-Dieu. Elles demandent à la commune de leur fournir 8 mètres cubes de bois pour la fabrication de la toiture. Le Conseil municipal donne un avis favorable à cette demande. La rue Clog n'était alors qu'un sentier dit « Schneiderpfad », le sentier des tailleurs. Le 11 décembre 1887, a lieu l'inauguration de la chapelle, après le décès des deux sœurs. Le 18 juillet 1899, Marie-Anne Adrian fait une donation de 2 000 marks en vue de l'entretien de la chapelle.
Chapelle de l'Aigle

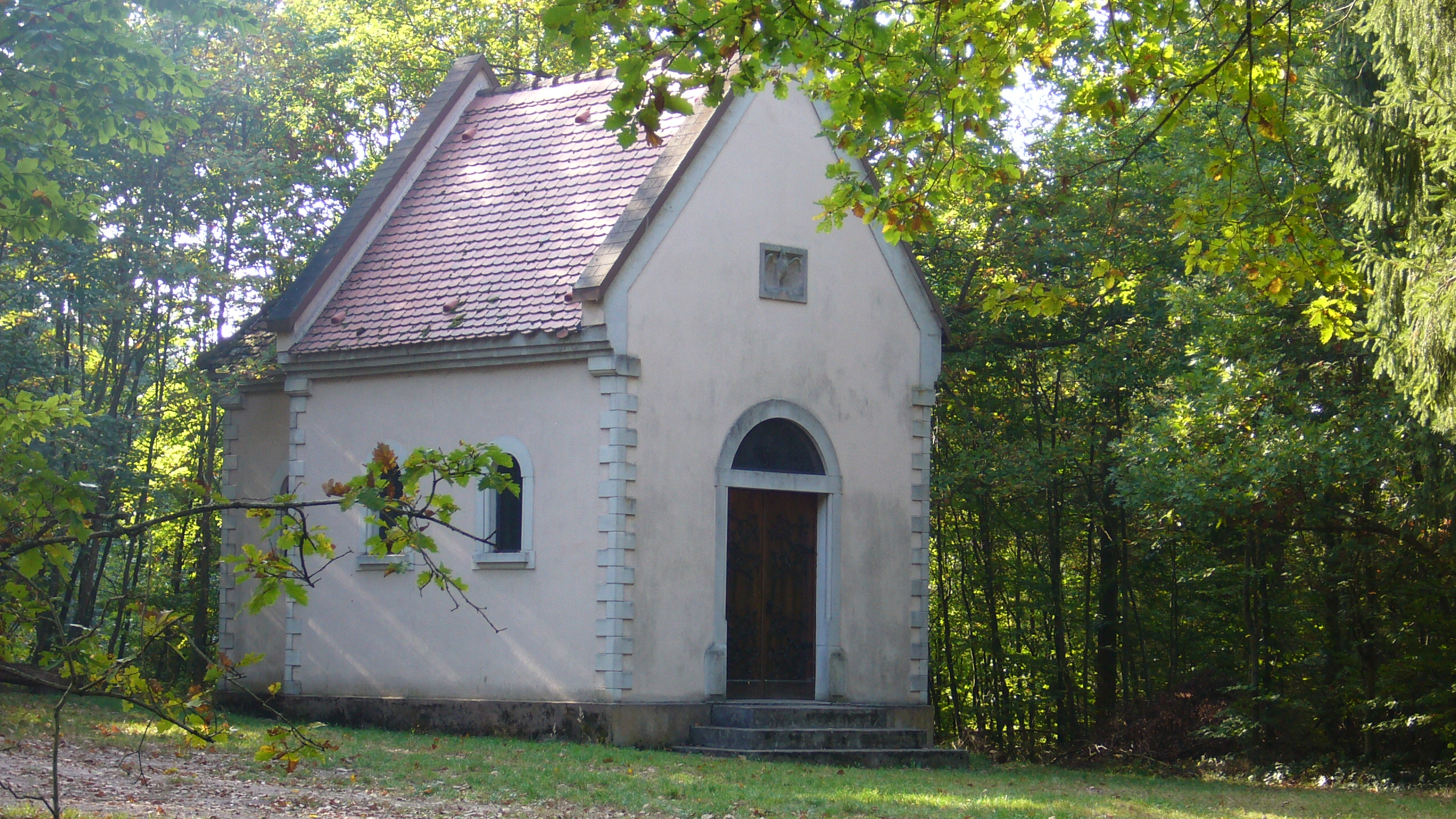
Chapelle de l'Aigle sur le terrain communal de Kintzheim (1929) près de La Vancelle-gare.

Cette chapelle située dans le Val d'Argent (Val de Lièpvre) se trouve à 1 km de La Vancelle-gare, une annexe de Kintzheim située sur la forêt domaniale de Sélestat qui dépend de la paroisse Saint-Martin, sur un chemin forestier qui va au Haut-Koenigsbourg. L'origine de cette chapelle s'inscrit probablement au début du XIXe siècle. La chapelle était connue à l'époque sous la dénomination de Waldkapelle (chapelle des bois) et se situait dans le canton forestier Adler (Aigle). On ne connaît pas exactement la raison pour laquelle ce canton forestier a été baptisé ainsi. Peut-être qu'un chasseur aurait abattu un aigle ? La légende veut qu'à cet endroit, un voiturier se rendait dans les parages. Le cheval qui tractait une charge de bois se mit à gratter énergiquement le sol, faisant ressortir de la terre une image de la Vierge qui fut fixée dans le creux d'un arbre.
L'endroit devint ainsi un lieu de pèlerinage fréquenté par de nombreux habitants de la région. On raconte que lors des célèbres apparitions de la Vierge  près du château du Frankenbourg, sur la commune de Neubois, dans les années 1872-1880, des personnes ont indiqué avoir eu des apparitions à cet endroit. Ces personnes prétendaient avoir vu la Vierge et des anges protégeant le pape. Comme, lors des apparitions de Neubois, le Kreisdirector de Sélestat ordonne le 12 décembre 1873 une surveillance journalière des lieux par la police. La fréquentation des lieux augmentant de jour en jour, la police essaya de dissuader les gens de se rendre à cette chapelle où des rumeurs défavorables circulaient à l'encontre des Allemands. L'actuelle chapelle a été rénovée sous la direction du curé d'alors, Joseph Schahl et du président du conseil de fabrique de l'église de Kintzheim, Ignace Humm. L'inauguration de la chapelle a eu lieu le lundi de pentecôte, le 20 mai 1929. La rénovation de la chapelle de l'aigle a été réalisée grâce au soutien des habitants de Kintzheim et de Châtenois, surtout par des membres des "Bengala". Des dons en matériaux ont été faits par des entreprises de Sélestat, Châtenois et Kintzheim.
Chapelle Saint-Jacques du château de Kintzheim
Construite au XIVe siècle au centre de l’ensemble castral, la chapelle est dédiée à Saint-Jacques et son décor initial, datant du XIVe siècle, a fait l’objet de plusieurs reprises entre le XVe et le XIXe siècle. Un ermite est venu s'installer au-dessus de la chapelle. Des vestiges de décors datant des différentes périodes subsistent encore. La chapelle est visible aux heures d'ouverture de la Volerie des Aigles située dans les enceintes du Château.

#### Oratoires et calvaires
« De tout temps les hommes ont laissé des témoignages de leur présence souvent liés à la religion et aux croyances populaires. Les statues de la Sainte Vierge, du Sacré-Coeur ou du Christ occupent de nombreux points de vue dans nos villages.

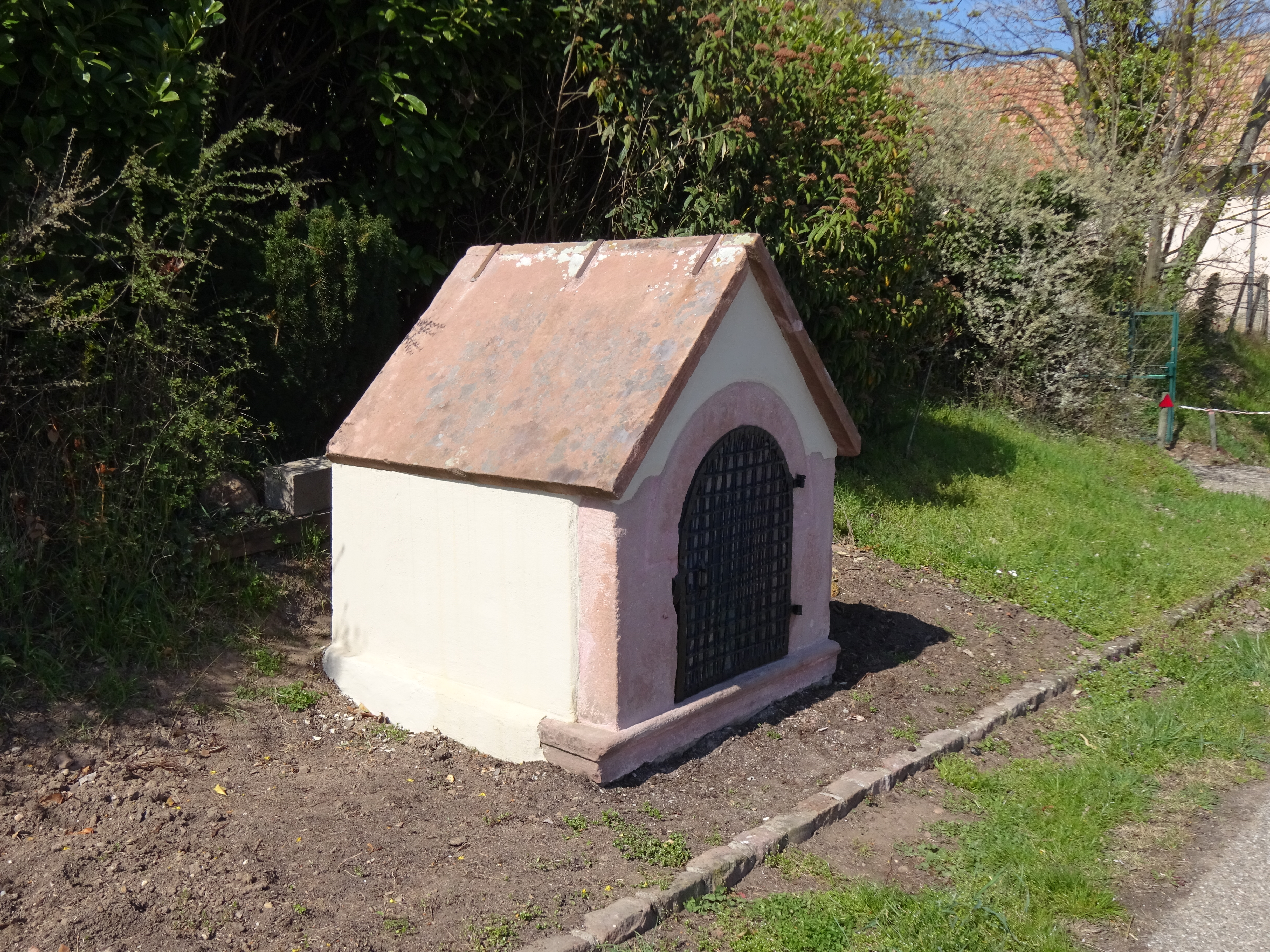
Oratoire sur la route du vin.

Tous les chemins fréquentés par les voyageurs, marchands ou pèlerins, sont des lieux de passage pour les gens à qui on veut faire parvenir un message. A une époque de religion dominante, des crucifix ou calvaires y ont été implantés en signe de reconnaissance et destinés à commémorer un évènement important (une guerre, une épidémie de peste, une apparition miraculeuse).
Des donateurs qui souhaitent marquer un évènement particulier faisaient ériger une croix en guise d'ex-voto (merci pour une guérison ou un retour de guerre) ou de témoignage de fidélité à un être cher.
Le village de Kintzheim est particulièrement riche en oratoires et calvaires :
- un oratoire est une sorte de petite chapelle qui abrite une statue, une image, un témoignage écrit qui appellent au recueillement, à la méditation et à la prière.
- les croix de chemin ou calvaires proposent des messages qu'on peut comprendre et interpréter selon la sensibilité et la culture du passant. Il y a tout d'abord le Christ en croix, puis toute la mise en scène sculptée en enfin les textes écrits sur le socle.

Extrait de la brochure disponible à la Mairie de Kintzheim "Circuit des oratoires et croix de chemins" (Texte de Joseph Wendling) »

#### Les fontaines de Kintzheim

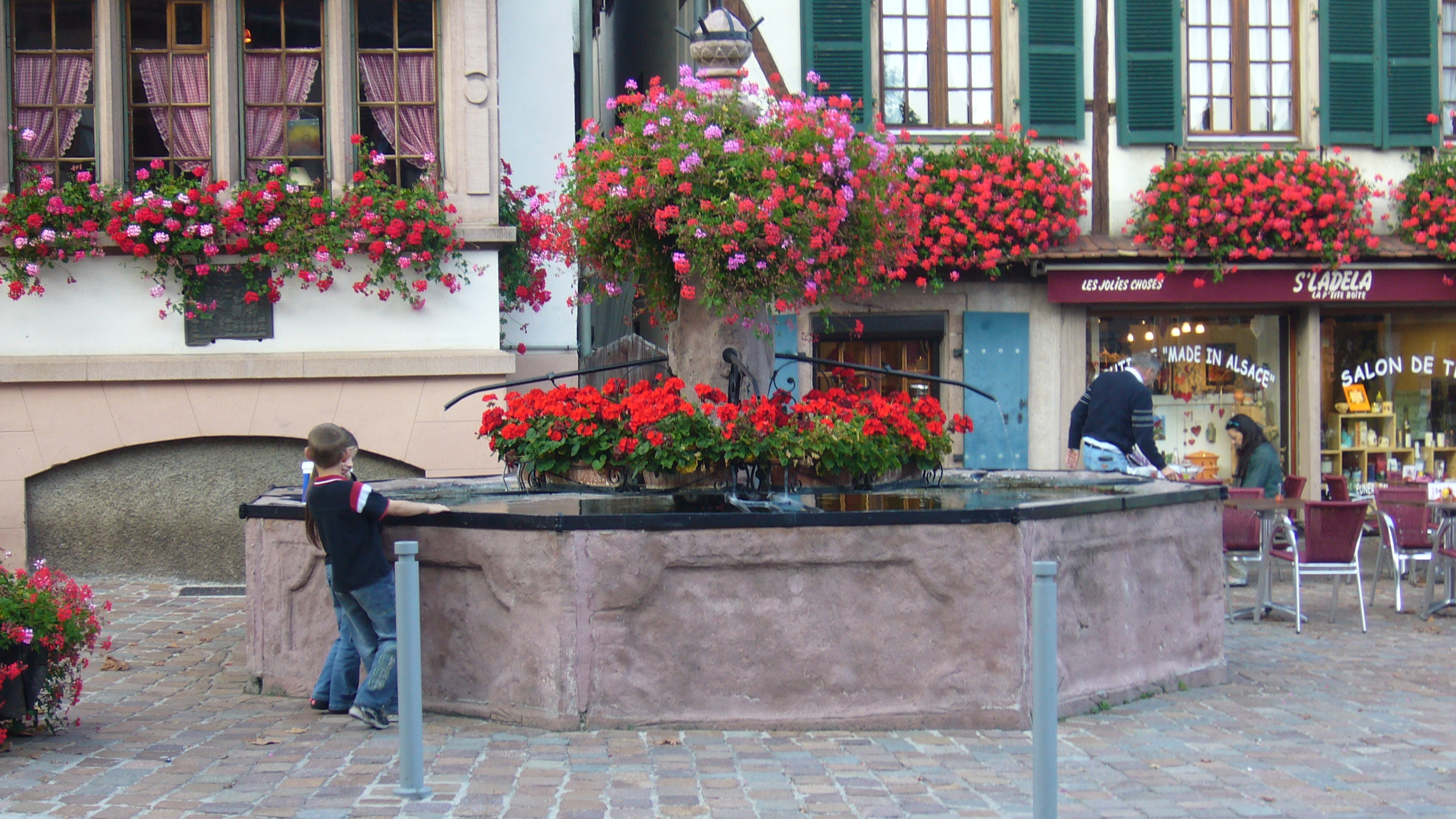
Stockbrunna.

Il existe 4 fontaines ou abreuvoirs sur la commune de Kintzheim, richement décorées durant la saison touristique :
- Fontaine du Stockbrunna,
- Fontaine Rue de la Liberté / Chemin-Vieux,
- Fontaine-abreuvoir carrefour Route des Vins / Rue du 30 novembre,
- Fontaine-abreuvoir Schwamm

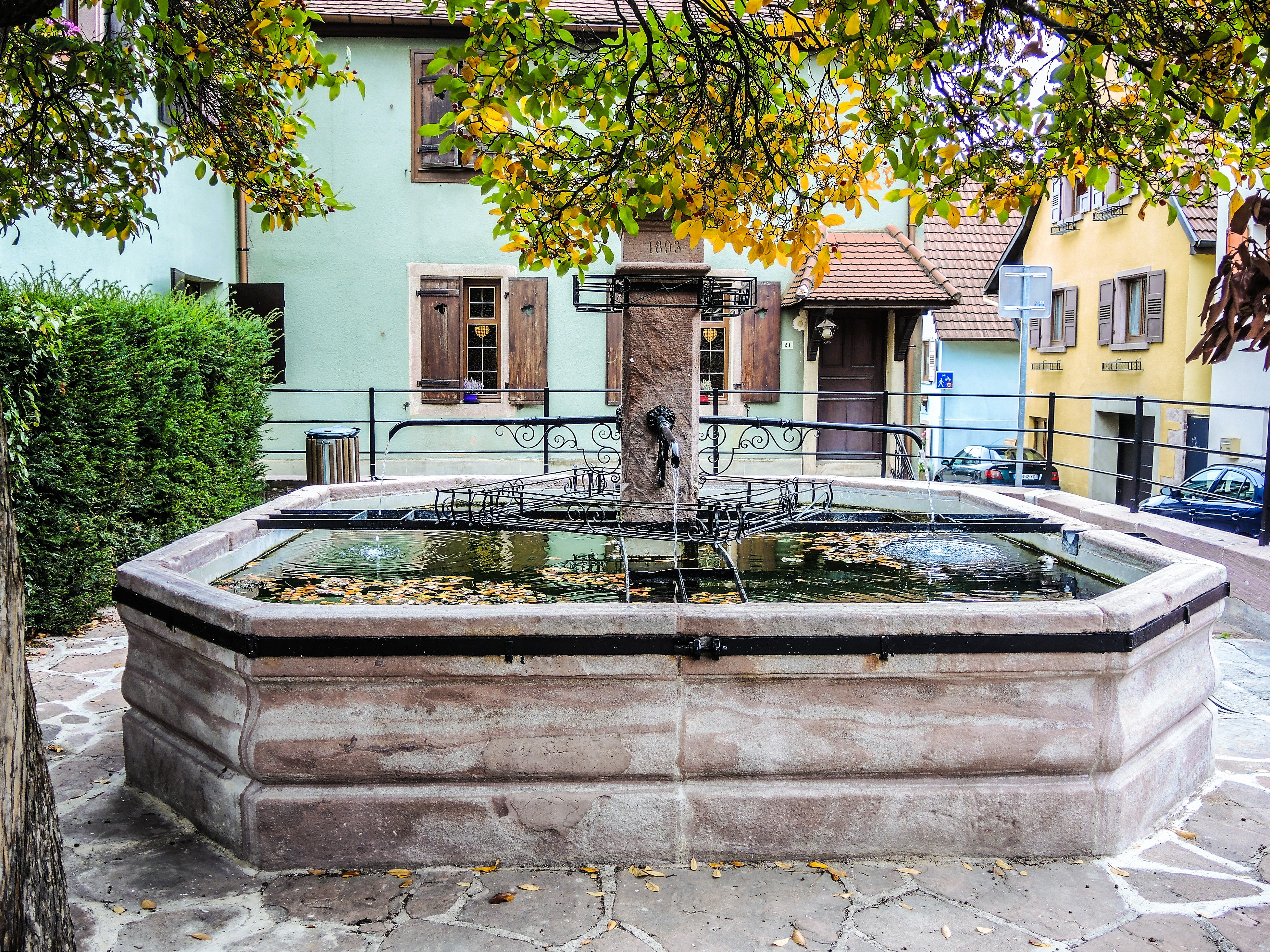
Fontaine rue de la Liberté.

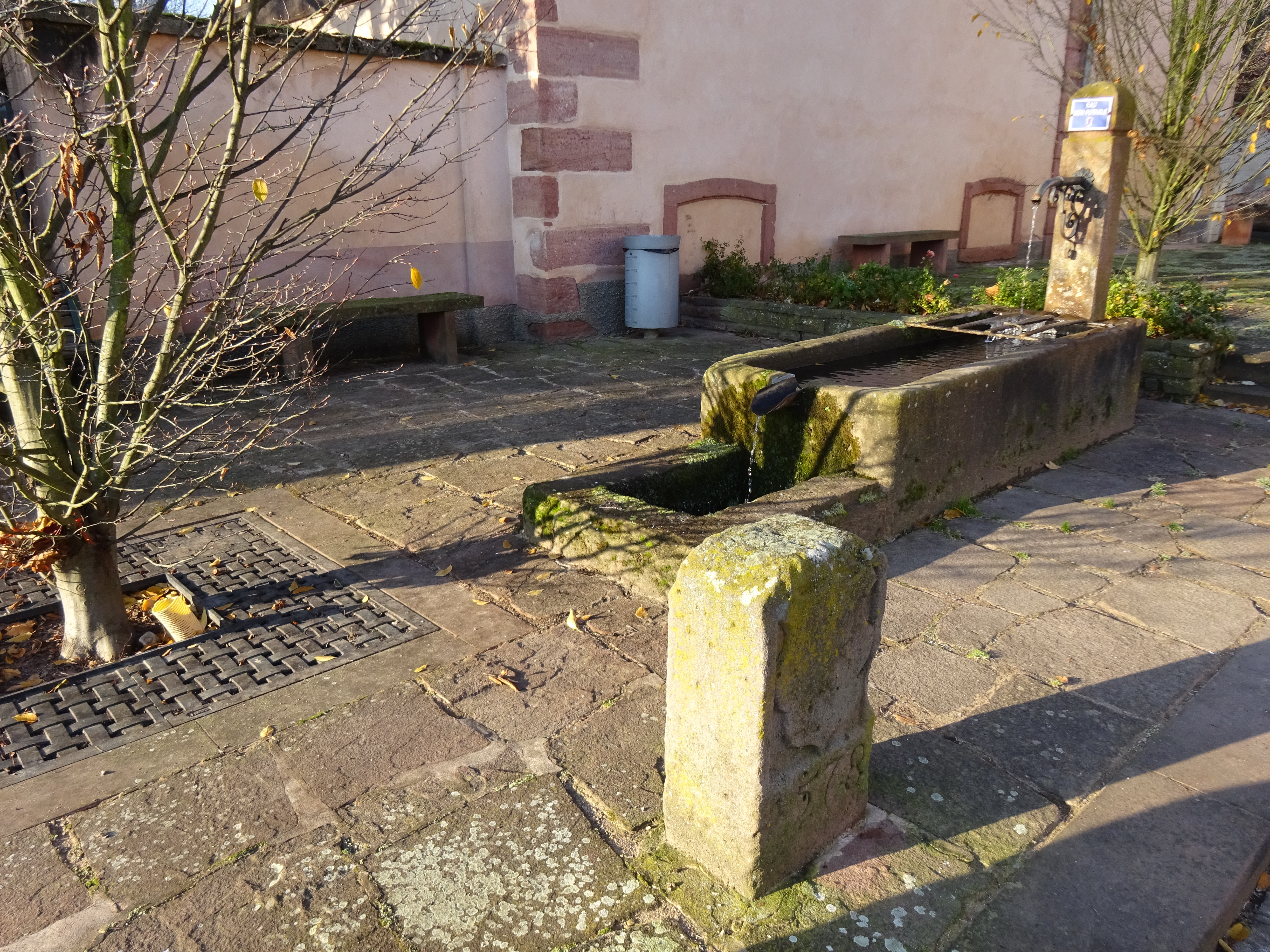
Fontaine rue du 30-Novembre.

L'eau, produit naturel indispensable pour la vie et la sécurité dans une agglomération, posait très souvent de graves problèmes dans les localités dépourvues de rivières.
L'approvisionnement en eau pour Kintzheim a créé des soucis importants jusqu'en 1867. Il n'existait dans cette commune qu'un seul puits au centre du village (près de l'actuel Stockbrunna) et deux auges en grès au Meierbaechel et rue du 30 novembre alimentées par l'eau du Meierbaechel, s'il y en avait.
Au XVIIIe siècle et lors de la grande sécheresse de 1832, les habitants de Kintzheim se trouvaient dans l'obligation de chercher l'eau à Châtenois. Il existait bien des sources dans la montagne mais il fallait d'abord poser une canalisation de 1 000 m de longueur aménagées dans des troncs de pin qui pourrissaient au bout de quelques années.
Après la sécheresse de 1832 et sur insistance de la population, on décida d'aménager une fontaine au Ausserdorf (à l'emplacement actuel de la fontaine de la rue de la Liberté) mais elle ne fut construite qu'en 1867 avec 35 ans de retard car pour faire fonctionner deux fontaines il fallait d'abord construire des réservoirs en forêt, remplacer les tuyaux en bois et disposer des fonds nécessaires.
Entre-temps, en 1845, on décida la construction de l'actuelle fontaine au centre du village (Stockbrunna).
On évoque dans cette même période la construction de l'actuel réservoir de la "Schwamm" (à la sortie ouest du village vers le Haut-Koenigsbourg) qui sera aménagée en 1875 et équipé d'un lavoir en 1878. Kintzheim comptait alors 1700 habitants.
Le 08 décembre 1878, le service du génie rural d'alors propose la construction d'un réseau d'eau pour l'ensemble de la commune.
En 1864, les premiers tuyaux en grès ont fait leur apparition ; à Kintzheim ils remplaceront les tuyaux en bois en 1884.
Enfin le 25 août 1895, le conseil municipal décide que chaque famille doit être raccordée au réseau d'eau.
(Extraits du livre "Kintzheim. Toute une histoire..." Texte de Charles Dickely, ancien secrétaire général de mairie).

#### Le banc Joséphine

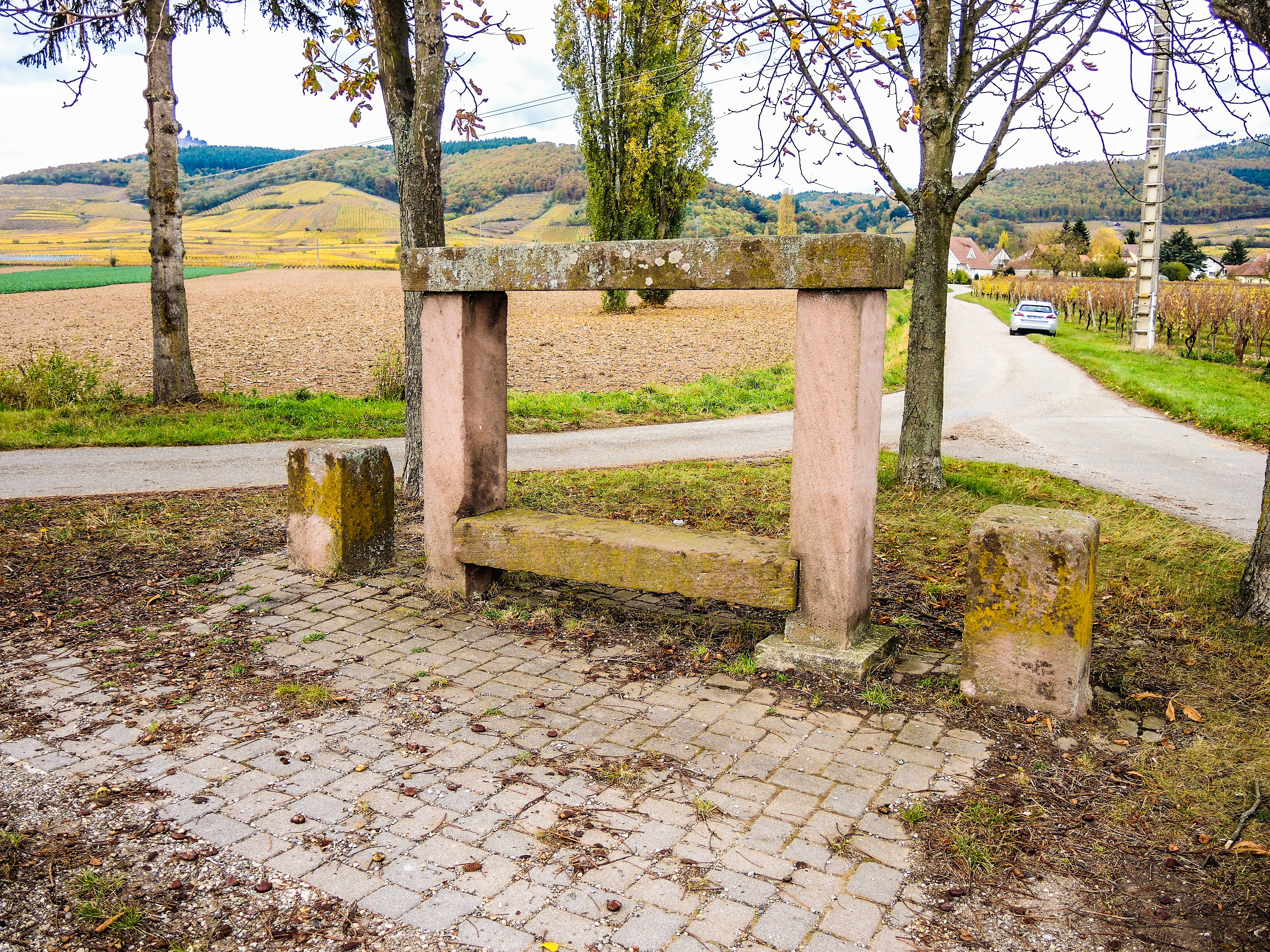
Banc Joséphine.

C'est à l'initiative du préfet du Bas-Rhin, Adrien de Lezay-Marnésia que l'on doit l'implantation des premiers bancs-reposoirs. Ces bancs sont installés pour rendre un hommage appuyé à l'impératrice Marie-Louise d'Autriche qui a donné naissance à un fils de Napoléon Ier en 1811. Ces bancs devaient se trouver sur les routes toutes les demi-lieues (2 km) pour permettre aux viticulteurs et aux randonneurs de se reposer. Des arbres devaient être plantés à proximité des bancs pour permettre d'ombrager les lieux. Le financement des travaux était à la charge des communes. En 1853, le successeur du préfet du Bas-Rhin reprend l'initiative à l'occasion du mariage de Napoléon III avec Eugénie de Montijo. Le département du Bas-Rhin se propose de prendre en charge les travaux et la fourniture des pierres de taille pour environ 500 francs. C'est de cette époque (1854) que date l'installation des bancs reposoirs situés entre Kintzheim, en bordure de la CD 201 et entre Orschwiller et Sélestat, à l'intersection du Dreispitzweg et du Mittelgraben.

#### Les Bierkeller (caves à bière)
« Les Bierkeller (caves à bière) de Kintzheim, car il y en a quatre au total, font partie de l’histoire locale.

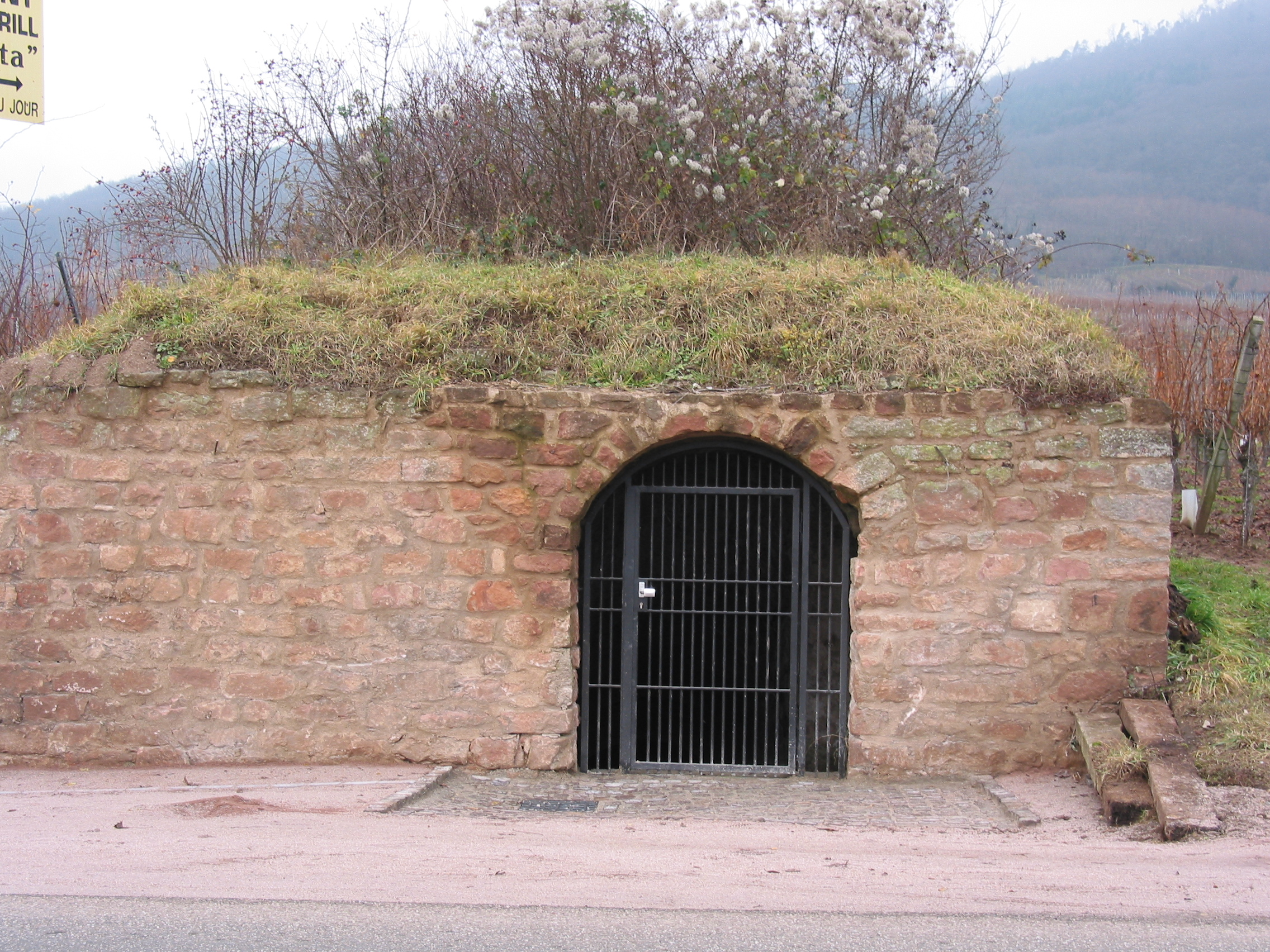
Bierkeller sur la route des vins.

Construites sur des initiatives privées, ces caves dateraient du milieu du XIXe siècle, quand l’essor de la bière battait son plein. L’Alsace comptait alors plus de 300 fabriques de bière.
Ces caves profondes creusées à flanc de colline permettaient de conserver la bière jusqu’en été grâce à des blocs de glace taillés dans les champs inondés de la plaine de l’Ill et transportés l’hiver sur place.
La fabrication de la glace artificielle à partir de 1872 et la fermeture des brasseries familiales aux dépens des brasseries industrielles mirent fin à l’exploitation de ces caves.
Deux Bierkeller sont actuellement visibles de l'extérieur :
- l'un situé sur la route des vins à la sortie nord de village vers Châtenois. Une grille protège l'entrée pour ne pas perturber la quiétude des chauves souris cavernicoles qui y ont élu domicile.
  - l'autre en bordure de forêt sur le chemin de Saint-Jacques-de-Compostelle menant vers Orschwiller par les vignes. Cet autre Bierkeller a servi à la fin de la Seconde Guerre mondiale à abriter les villageois lors des bombardements ennemis qui touchaient la région au moment du recul allemand. Situé sur un terrain privé (domaine Humann) et envahi par la végétation, sa visite n'est pas autorisée sauf autorisation du propriétaire. »

#### Le jardin médiéval
Situé en face du cimetière, sur le tracé de la piste cyclable (Véloroute du Vignoble), ce jardin peut être visité gratuitement durant la saison touristique.
Le jardin médiéval de Kintzheim est l'un des 11 jardins médiévaux du Circuit des 10 Communes Touristiques du haut-Koenigsbourg.
Ce Jardin de l'apothicaire dénommé "HORTUS HYPOCRAS", est composé d'un mélange d'arbustes et de plantes utilisés en partie à des fins thérapeutiques.
L’apothicaire est le rappel à un passé de pharmacopées sophistiquées plus ou moins bien utilisées en fonction des personnes qui les distillaient et de leurs connaissances botaniques.
Le maximum de fiabilité était accordé aux monastères, les religieux ayant acquis les connaissances utiles en science botanique.
Le jardin médiéval est né avec l’expansion des monastères aux VIIe et VIIIe siècles. En règle générale quatre carrés (ou quatre croix) divisaient les aliments :
- Le premier servait à la culture des légumes pour les potages (choux…) ;
- Le second contenait les plantes aromatiques ;
- Le troisième était précieux pour les légumes à racines (carottes…) ;
- Le quatrième honorait les plantes à fruits.

L’esprit du « Hortus Hypocras » de KINTZHEIM est indiqué par deux tableaux aux textes explicites.
Parmi les plantes aromatiques, l’absinthe, dont on a fait un alcool célèbre (interdit de 1915 à 2003) et qui est en même temps une plante aromatique et médicinale. On peut l’utiliser en infusion ou en vin ou bière d’absinthe pour en atténuer l’amertume. En cuisine, l’absinthe se marie bien avec les viandes grasses. L'« artemisia absinthium » est explicitée sur un petit panneau lutrin avec 9 autres plantes telles la livèche, le genévrier, le raifort et quelques arbres comme le taxus boccata, l’arbre de Judée, le mûrier noir, le savonnier, le cognassier ou le prunus avium = un cerisier bigarreau Napoléon.
L’hypocras est une ancienne boisson à base de vin sucré et aromatisé. La légende attribue son invention au médecin grec Hippocrate au Ve siècle av. J.-C. En réalité, le nom "hypocras"’ est apparu pour la première fois au milieu du XIVe siècle. Selon Pline l’Ancien et Apicius, les Romains buvaient déjà des vins épicés. Les premières recettes de vin épicé apparaissent à la fin du XIIIe siècle en clairet. Le vin épicé "pimen ou piment" est cité par Chrétien de Troyes au cours du XIIe siècle. L’hypocras est un apéritif ou un digestif, souvent prescrit par les médecins pour favoriser la digestion. Sous Louis XIV, l’hypocras était offert comme présent de valeur au même titre que les confitures.

#### Maisons à colombages
La commune a conservé une grande variété de maisons à colombages (Fàchwarikhûs en alsacien). La particularité alsacienne est, contrairement aux maisons à colombages de Normandie, ce sont les positions obliques (et non droites) des poutres qui caractérisent la maison alsacienne.

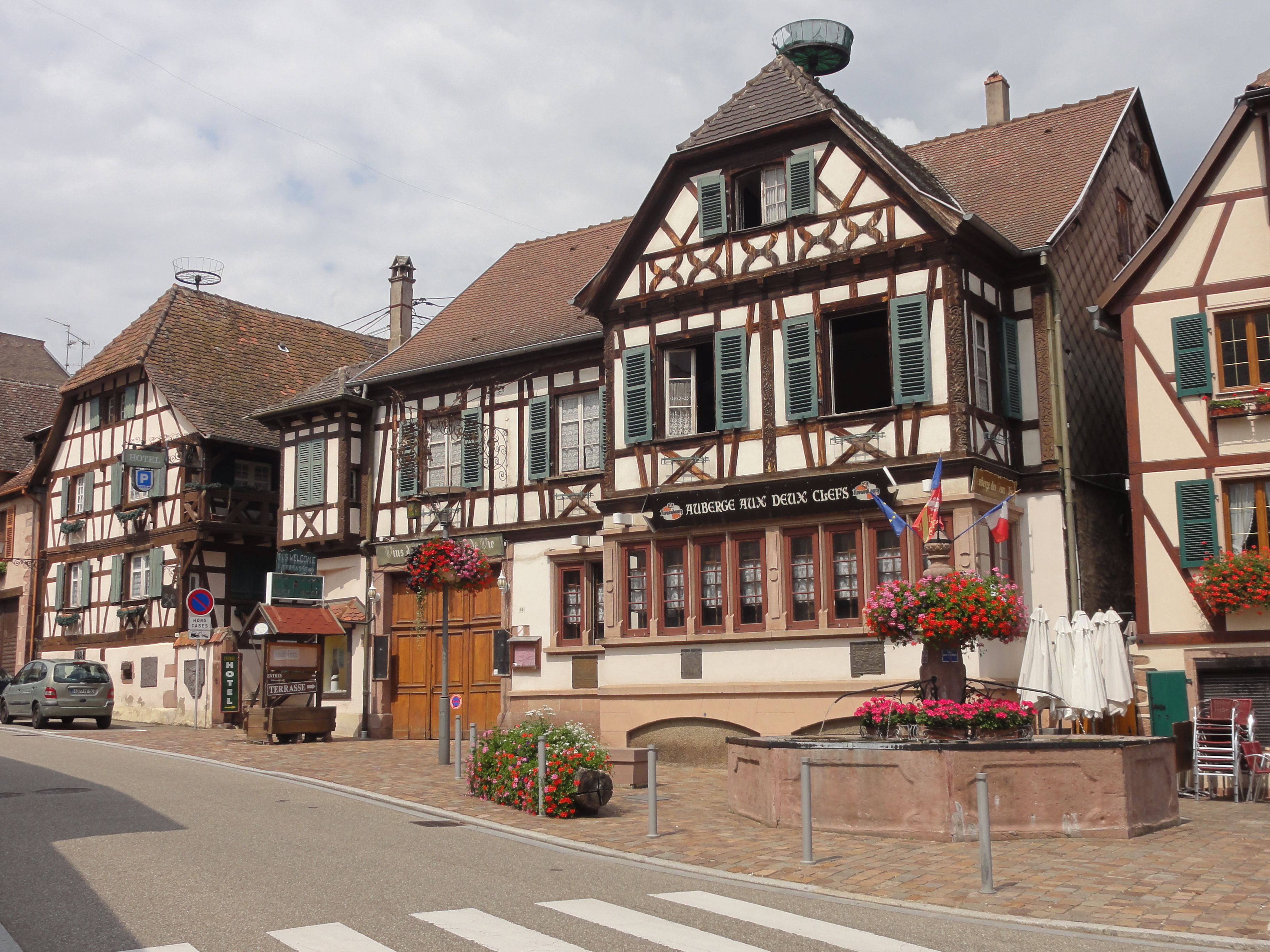
Auberge « Aux Deux Clés », 54 rue du Général-de-Gaulle.
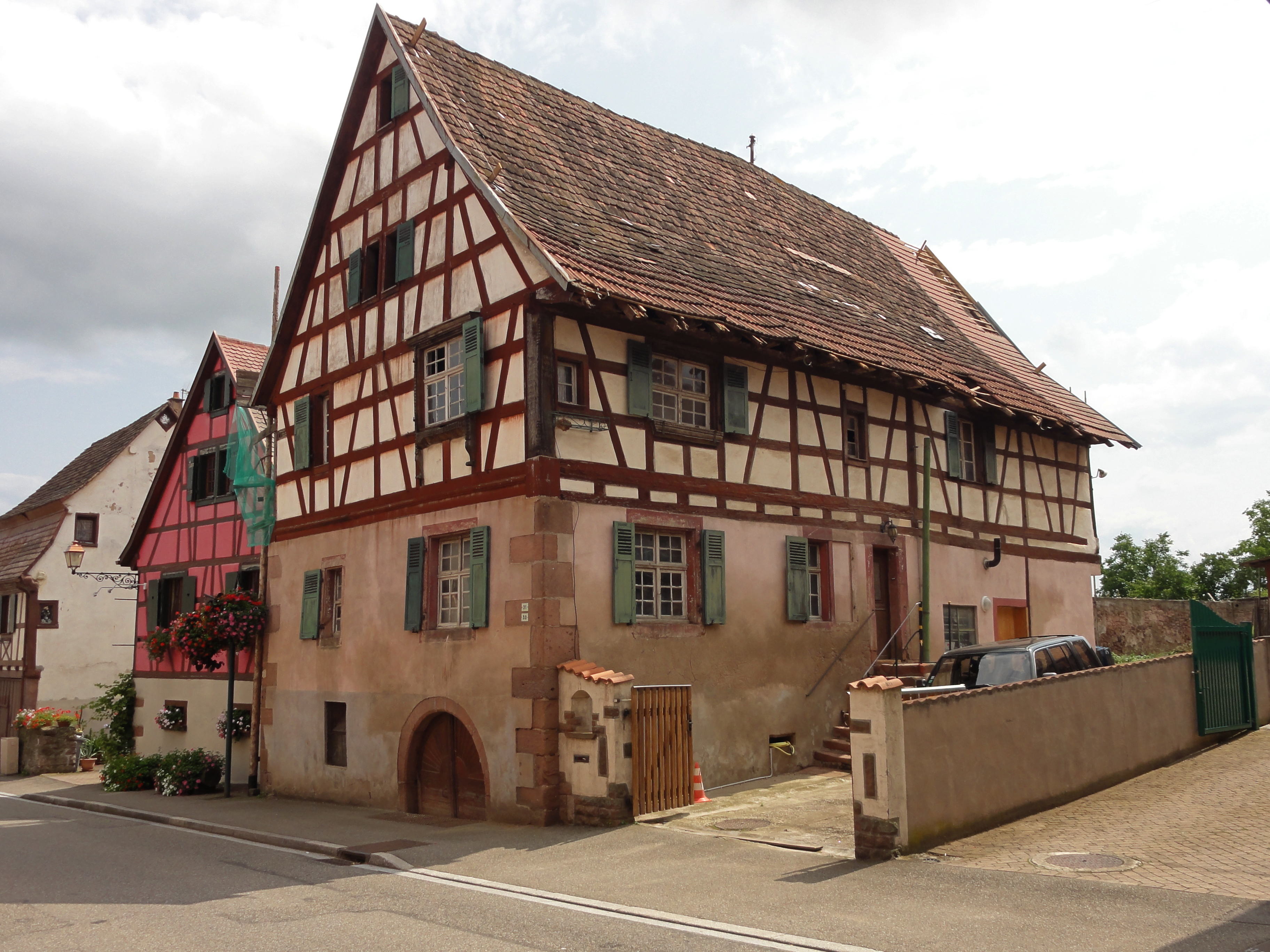
Maison à colombage, 31-33 rue de la Liberté.
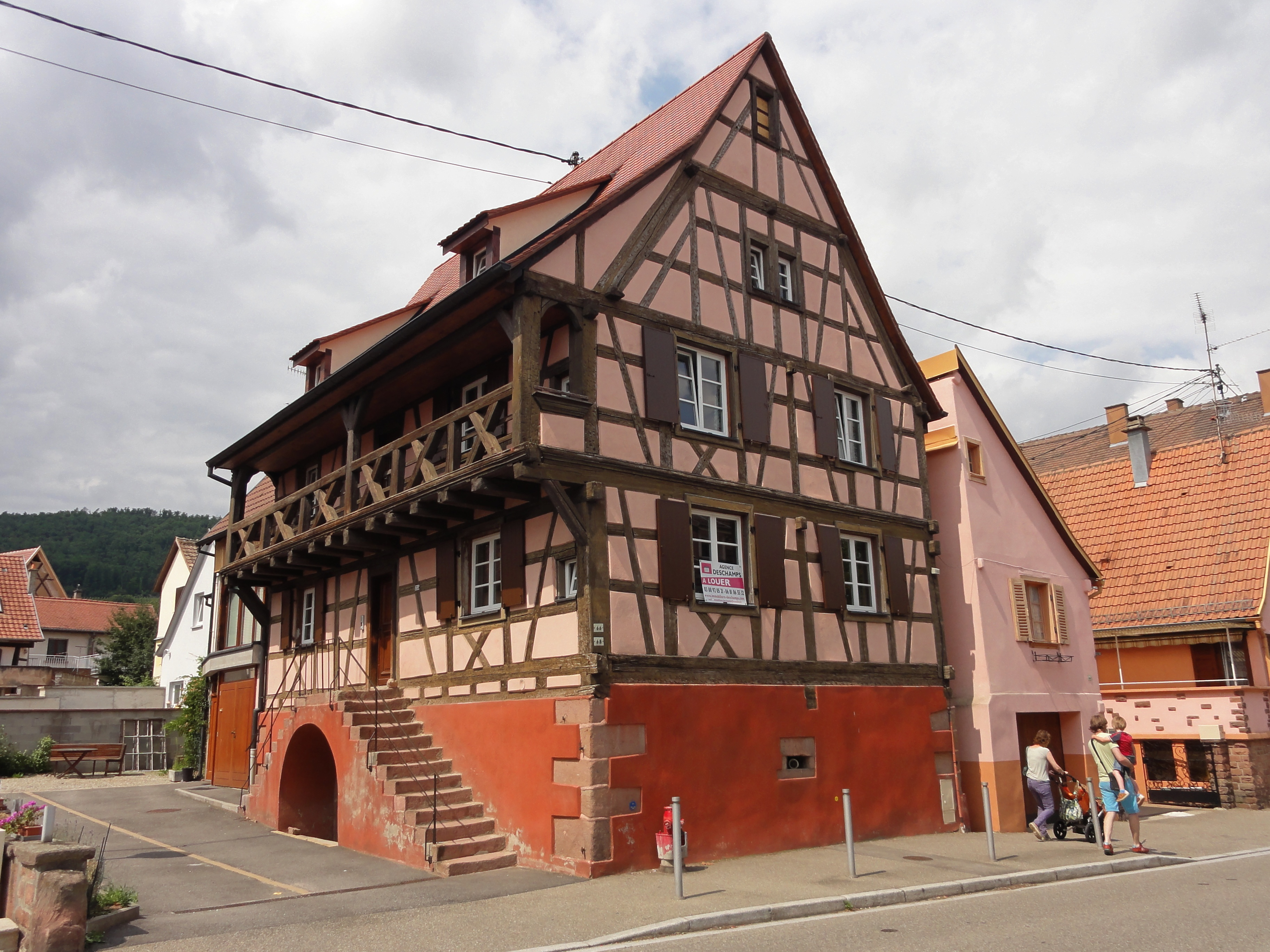
Ferme de vigneron (XVIIIe), 66-68 rue de la Liberté.

### Personnalités liées à la commune
- Burchard de Rathsamhausen de Kunigesheim[réf. nécessaire].
- Johann Wilhelm Von Gollen[réf. nécessaire].

### Héraldique
| Blason de Kintzheim | Blason  | D'argent à l'aigle de sable, armée et lampassée de gueules. |
| Blason de Kintzheim | Détails | Les armoiries de Kintzheim présentent un aigle noir (sable) sur fond blanc (argent). Les griffes (armé) et la langue (lampassé) sont rouges (gueules). Le blason de Kintzheim est identique à l'ancien blason de Sélestat dont le village dépendait de 1338 à 1791. |

### Source
: document utilisé comme source pour la rédaction de cet article. Tout ou partie de cet article est extrait de l'ouvrage Kintzheim, toute une vie édité par la mairie qui a pu être modifié depuis.